# Cucina bulgara

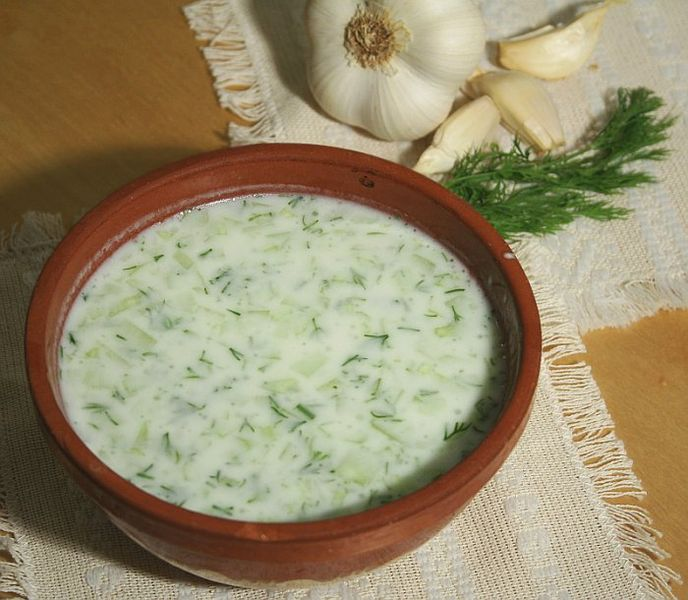
Il tarator è una zuppa fredda a base di yogurt e cetrioli (talvolta vengono aggiunti aneto, aglio, noci e olio di semi di girasole)

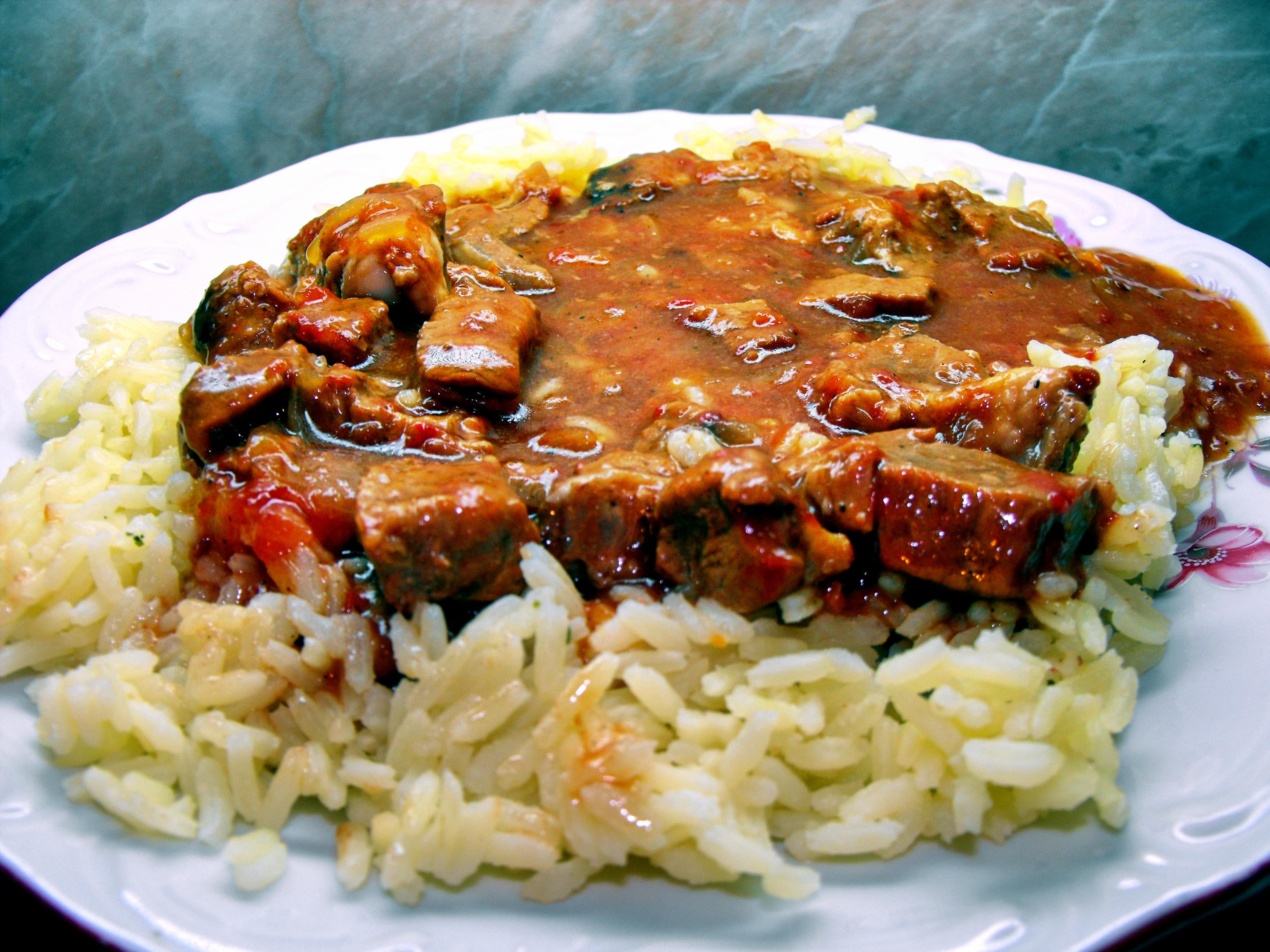
Kebab bulgaro con il riso

La cucina bulgara (in bulgaro: Българска кухня) rappresenta la tradizione gastronomica dell’Europa sudorientale ed è diffusa in tutto il territorio della Bulgaria. Condivide numerosi elementi con le cucine dei Balcani.
Grazie al clima relativamente caldo e a una geografia diversificata che favorisce la coltivazione di un’ampia varietà di verdure, erbe e frutta, la cucina bulgara risulta particolarmente varia. Ḕ famosa per le insalate ricche servite a ogni pasto, per la diversità e la qualità dei prodotti caseari, nonché per la varietà di vini bulgari e bevande alcoliche tradizionali, come la rakia, la mastika e la menta.
Caratterizzata da una vasta gamma di zuppe calde e fredde - come il tarator - e da dolci tipici, tra cui la banitsa, la cucina bulgara privilegia metodi di cottura al forno, al vapore o in forma di spezzatino. La carne, soprattutto quella di maiale (quella più consumata), viene spesso preparata alla griglia, mentre la frittura è poco comune. 
Tra le influenze orientali si annoverano piatti come la moussakà, il gyuvetch e la baklavà. Un ingrediente centrale è il formaggio bianco in salamoia, noto come sirene (сирене), utilizzato sia nelle insalate che nei dolci. Sono comuni anche il consumo di pesce e pollo, mentre il manzo è meno diffuso, poiché i bovini vengono allevati principalmente per la produzione di latte. La Bulgaria è esportatrice di carne di agnello, il cui consumo interno è concentrato soprattutto nel periodo primaverile.
Tradizionalmente, la cucina bulgara impiega ampiamente lo yogurt, celebre per la sua alta qualità e per l’impiego esclusivo del microrganismo Lactobacillus bulgaricus nel processo di fermentazione.

## Storia
Con la nascita dello Stato bulgaro ebbe inizio la fusione tra le tradizioni culinarie tracia, slava e proto-bulgara, che diede forma progressivamente alla cucina nazionale. Ogni gruppo etnico contribuì con le proprie usanze gastronomiche, influenzate da fattori come la posizione geografica, lo sviluppo socio-economico, la religione, l'agricoltura, la stagionalità e le strutture comunitarie disponibili.
I dati archeologici testimoniano che gli ingredienti principali dell'antica cucina nelle terre bulgare erano gli ortaggi locali come cavoli, carote, barbabietole, rape, cipolle, aglio; diverse tipologie di carne (ovina, caprina, suina, manzo, pollame e selvaggina); latticini; cereali come miglio, avena, orzo, segale, frumento, legumi, fave, lenticchie, piselli e altri.
Nel XVI-XVII secolo, l'arrivo di piante e animali dal continente americano arricchì la cucina bulgara con alimenti allora sconosciuti come fagioli, peperoni, pomodori, patate, mais, girasole, carne di tacchino, ecc. Dall'Oriente giunsero invece riso, melanzane, spezie specifiche e aromi quali pepe nero, zenzero, origano e cannella.
La vicinanza geografica all'Oriente influenzò anche le tecniche di preparazione,  e molte ricette si rifanno alla tradizione orientale, pur con varianti locali. Piatti come moussakà, gyuvetch, imam bayildi, kyopolou, pilaf, baklavà, kadaif e molti altri.
Dopo la liberazione della Bulgaria nel XIX secolo si diffusero influenze europee che vennero adattate alle abitudini nazionali, modificando ingredienti, tecniche e modalità di presentazione dei piatti.
A partire dal 1940 e in particolae dopo il 1965, diversi ingredienti principali scomparvero dai mercati, venendo rimpiazzati da alternative tuttora presenti nella cucina quotidiana. Ad esempio, il burro fu sostituito dallo strutto, le olive dai cetrioli sottaceto, le uova tritate dalla "maionese" di latte; e le uova di pesce cedettero il passo al cosiddetto “bollito di Rousse” (gelatina di carne in scatola).
Nel periodo comunista, nonostante le restrizioni, la promozione del turismo e l'intento di creare una cucina nazionale portò all’ideazione di piatti emblematici come l’insalata shopska, la kavarmà di Radomir, la bob ciorba al monastero, le uova di Panagyurishte e il burek di peperoni, resi noti dal tour operator statale Balkantourist. Nacquero così varianti moderne delle ricette tradizionali, pensate per soddisfare i gusti dei turisti e allo stesso tempo contribuire all’evoluzione della cucina bulgara.

## Caratteristiche
Una peculiarità distintiva della cucina bulgara è la tendenza a sottoporre tutti gli ingredienti di un piatto a trattamento termico simultaneo, una pratica particolarmente diffusa nella preparazione degli arrosti. Questa consuetudine ha origini storiche: in passato, le famiglie non disponevano di forni propri, e portavano i pasti da cuocere nei forni pubblici del villaggio. Nonostante l’introduzione della tecnologia moderna nel secondo dopoguerra, questa modalità di cottura tradizionale è rimasta diffusa fino alla fine degli anni Ottanta.
Un altro tratto caratterizzante è la generosa inclusione di verdure fresche o conservate, spesso cucinate insieme alla carne.
In confronto ad altre tradizioni gastronomiche, la cucina bulgara si distingue per l’uso marcato di spezie pungenti e aromi intensi. Ingredienti come aglio, cipolla, peperoncino in polvere, paprica, pepe nero, pimento, santoreggia e alloro sono frequentemente impiegati. Sono comuni anche abbinamenti aromatici decisi, tra cui mentastro verde, basilico, rosmarino, trigonella e aneto — talvolta ritenuti eccessivi dai palati non abituati a queste combinazioni regionali.

### Caratteristiche comparative
Le zone culinarie si distinguono generalmente secondo criteri geografici e storico-culturali, che riflettono le pratiche alimentari, gli ingredienti utilizzati, le tecniche di preparazione e le modalità di consumo di una determinata comunità.
Secondo il primo principio, quello regionale, la cucina bulgara viene generalmente classificata all'interno della cucina europea. Nella cucina europea vengono prese in considerazione delle regioni variamente definite, che il più delle volte si sovrappongono alle somiglianze culturali fra i paesi nelle regioni stesse.
L'area dell'Europa meridionale è considerata l'area della cucina mediterranea. Questa comprende convenzionalmente tre sottozone, che differiscono in modo significativo l'una dall'altra: la cucina dei Pirenei (spagnola, portoghese e francese); la cucina degli Appennini (italiana, siciliana, sarda e maltese), e la cucina balcanica (ungherese, rumena, slava meridionale, compresa quella bulgara). La cucina mediterranea dei paesi del Mediterraneo orientale viene spesso chiamata cucina preorientale (la cucina greca, cipriota, albanese, turca). Talvolta la cucina bulgara (o certe sue caratteristiche) vengono considerate parte della cucina preorientale.
Inoltre, la cucina bulgara è considerata parte della cucina balcanica slava meridionale, ma le sue caratteristiche sono comuni a tutte le cucine slave e mediterranee, le più vicine delle quali sono la cucina turca e quella greca, e vi è anche una forte assomiglianza alle pratiche culinarie italiane e spagnole.
Secondo le caratteristiche culturali e regionali, una tipica cucina mediterranea sarebbe quella del Mediterraneo occidentale. Quella centrale è conosciuta come italiana e quella orientale come balcanica e come preorientale. La cucina balcanica include la cucina slava meridionale (incluse quella bulgara e quella macedone), la cucina rumena (inclusa quella moldava) e la cucina ungherese. Quella preorientale invece, include la cucina turca, la cucina greca, la cucina cipriota, la cucina albanese e le cucine delle etnie di origine rom.
La cucina bulgara ha molti punti di contatto con le cucine nazionali sopraelencate, comprese quella balcanica, slava e mediterranea, ma come tutte le cucine del mondo utilizza prestiti e spezie tipiche della cucina preorientale e di quella orientale (zafferano, curcuma, pimento, pepe nero, ecc.).

#### Cucine slave
La cucina bulgara condivide anche numerosi tratti con le cucine slave in particolare con quelle dell'Europa sudorientale. Una delle espressioni più evidenti di questa affinità e lìampio uso di prodotti dolciari da forno, preparati secondo una specifica interpretazione culinaria locale. Tra i dolci più rappresentativi si annoverano la banitsa, il tutmanik, il tikvenik, la katmà.

#### Cucina mediterranea
La cucina bulgara è parte integrante del complesso culinario balcanico, con cui condivide numerosi ingredienti, tecniche e rituali alimentari. Una delle somiglianze più marcate è con la cucina mediterranea, manifestata in vari aspetti fondamentali:
- Uso abbondante di verdure
  - Ampio impiego di verdure fresche come pomodori, peperoni, cetrioli, cavoli e cipolle.
  - Utilizzo di verdure conservate, tra cui peperoni in salamoia, cetrioli sottaceto, melanzane grigliate e conserve di pomodoro.
  - Le verdure sono cucinate insieme alla carne o servite come base per insalate e stufati.

- Cottura rapida e semplice
  - I piatti subiscono spesso una trasformazione termica rapida, mediante: saltatura in padella; grigliatura su brace; cottura al forno in tegami (come il gyuvetch)
  - Questa tecnica conserva sapori intensi e consistenze naturali, avvicinandosi alla filosofia mediterranea del “trattamento minimo”.
- Elementi aromatici comuni: Ampio uso di spezie e erbe: aglio, paprica, alloro, santoreggia, aneto, origano — espressione di una tavola colorata e profumata.  Questi aromi sono condivisi con cucine come quella turca, greca, italiana e cipriota, creando un linguaggio gastronomico comune.

#### Cucina balcanica
La cucina bulgara è comunemente considerata parte integrante del panorama gastronomico balcanico, grazie a una notevole condivisione di piatti, ingredienti e tecniche con le cucine di paesi limitrofi quali la Turchia, la Romania, la Serbia, la Grecia e l'Albania.
| Categoria         | Piatti bulgari       | Corrispondenze balcaniche                               |
| ----------------- | -------------------- | ------------------------------------------------------- |
| Insalate          | Shopska salata       | Varianti con feta in Grecia, insalate miste nei Balcani |
| Stufati           | Gyuvetch, Kavarmà    | Simili a imam bayildi turco o tocăniță rumena           |
| Salse             | Ljutenitsa           | Parente della ajvar macedone/serba                      |
| Prodotti da forno | Moussakà, Drob sarma | Diffusi in Grecia, Albania e Turchia                    |
| Carni grigliate   | Kebabche, Karnaceta  | Simili a kebab, ćevapi, kofta                           |
| Dolci sciropposi  | Baklavà, Kadaif      | Tradizionali in tutta l’area ottomana                   |

## Piatti tipici della cucina bulgara

### Antipasti e salse

#### Insalate
La cucina bulgara è fortemente caratterizzata da un ampio uso di insalate a base di verdure fresche o cotte, servite in ogni stagione e in molteplici contesti gastronomici. Gli ingredienti più comuni includono pomodori, peperoni, cetrioli, cipolle, cavoli, carote, rape e patate, spesso conditi con sale, olio vegetale, aceto, paprica, pepe nero, prezzemolo e aneto.
Tra le insalate più emblematiche si distinguono:
- Insalata šopska – insalata fredda con pomodori, cetrioli, cipolla, peperoni e formaggio sirene grattugiato, spesso considerata il piatto nazionale.
- Snezhanka (“Biancaneve”) – insalata cremosa a base di yogurt, cetrioli, aglio e noci.
- Turšija – assortimento di verdure sottaceto, consumato prevalentemente in inverno.

A queste si aggiungono salse vegetali come:
- Ljutenica – salsa piccante di peperoni, pomodori e melanzane.
- Kyopolou – crema di melanzane e peperoni arrostiti, talvolta con aglio e prezzemolo.

Una peculiarità della cucina bulgara, condivisa con altre tradizioni balcaniche, è che le insalate vengono servite non solo come antipasti, ma anche come contorni freddi o caldi. Sono spesso abbinate a piatti di carne preparati rapidamente, come: 
- Allaminuti – polpette fritte o al forno, spiedini, kebapčeta.
- Grigliate miste – carne di maiale, pollo o agnello alla brace.

| Nome                                              | Nome in bulgaro                                                | Immagine | Ingredienti |
| ------------------------------------------------- | -------------------------------------------------------------- | -------- | --- |
| Insalata šopska                                   | Шопска салата (Sciopska salata)                                |          | Cetrioli affettati, pomodori, cipolle, prezzemolo, peperoni arrostiti o crudi, peperoncino piccante, formaggio bianco salato (sirene) grattugiato; condita con sale e olio.                               |
| Insalata ovčarska                                 | Овчарска салата (Ovciàrska salata)                             |          | Cetrioli affettati, pomodori, cipolle, prezzemolo, peperoni arrostiti o crudi, prosciutto, uova sode, kashkaval, formaggio bianco di salamoia (sirene) grattugiato; condita con sale e olio.              |
| Insalata di cavolo e carote                       | Салата от зеле и моркови (Salata ot zele i mòrkovi)            |          | Cavolo cappuccio tritato e carote grattugiate, sedano rapa tritato finemente; condita con sale, aceto e olio.                                                                                             |
| Insalata a strati                                 | Редена салата (Rèdena salata)                                  |          | Pomodori tagliati a metà e cetrioli affettati; condita con sale, aceto e olio, e cosparsa di prezzemolo tritato.                                                                                          |
| Insalata di fagioli                               | Бобена салата (Bòbena salata)                                  |          | Fagioli bolliti, cipolle, carote, santoreggia. Può essere consumata anche come contorno ai secondi piatti. Può essere miscelata con ljutenica.                                                            |
| Insalata di patate                                | Картофена салата (Kartòfena salata)                            |          | Patate lesse e tagliate a dadini, cipolla o porro tritati finemente, prezzemolo, olive; condita con sale, aceto e olio.                                                                                   |
| Insalata di peperoncini                           | Салата от люти чушлета (Salata ot liuti ciuŝlèta)              |          | Peperoncini piccanti arrostiti e spezzati a due, prezzemolo e aglio; condita con sale, olio e aceto. Al posto dei peperoncini si possono mettere i peperoni grigliati.                                    |
| Insalata verde                                    | Зелена салата (Zelèna salata)                                  |          | Lattuga tritata, cipolla verde, ravanello, cetriolo; condita con sale, olio e aceto. |
| Insalata mista                                    | Мешана салата (Mèsciana salata)                                |          | Pomodori e cetrioli tagliati a cubetti; condita con sale, aceto e olio, e cosparsa di prezzemolo tritato.                                                                                                 |
| Insalata Snezhanka                                | Снежанка (Snegiànka)                                           |          | Cetrioli sottaceto o freschi, yogurt colato, aglio, sale, olio, aneto, noci macinate. Assomiglia a Tzatziki.                                                                                              |
| Turšija                                           | Туршия (Turscìa)                                               |          | Verdure sottaceto come sedano, barbabietole, cavolfiori e cavoli, diffusi in inverno; le variazioni sono selska turshiya (sottaceto di campagna) e tsarska turshiya (sottaceto del re).                   |
| Kyopolou                                          | Кьополу (Kiòpolu)                                              |          | Melanzane arrostite е aglio macinato o schiacciato, eventualmente pomodori e peperoni, tutto condito con sale, aceto e olio.                                                                              |
| Easter salad                                      | Великденска салата (Velikdènska salata)                        |          | Tradizionale insalata orientale con uova bollite tagliate, su vestito di olio e aceto e guarnita con sciàrena sol (un misto di spezie).                                                                   |
| Insalata verde con lo yogurt                      | Зелена салата с кисело мляко (Zelèna salata con kìselo mliako) |          | Lattuga, yogurt, olio, sale, prezzemolo, uova, ravanelli, cetrioli. |
| Insalata del monastero                            | Манастирска салата (Manastìrska salata)                        |          | Ljutenica, fagioli, cipolla rossa, cetrioli sottaceto, peperoni grigliati, carote, pepe nero, paprica, sale, oio, aceto; esiste in altre versioni come quella con pomodori, cetrioli, peperoni grigliati. |
| Insalata di yogurt (Katak) con peperoni grigliati | Катък с печени чушки (Katǎk s pèceni ciuŝki)                   |          | Yogurt colato, sirene, panna acida, peperoni grigliati, prezzemolo, aglio, olio, noci macinate. |
| Insalata di cozze                                 | Мидена салата (Mìdena salata)                                  |          | Cozze, cipolla, aneto, limone, olio, pepe nero. |
| Insalata di pesce e cipolle                       | Рибена салата с лук (Rìbena salata s luk)                      |          | Spratti o acciughe, cipolla, olive, limone, olio, aceto, prezzemolo. |
| Insalata di stoccafisso (Čiroz)                   | Салата от чирози (Salata ot cìrosi)                            |          | Stoccafisso, cipolla, aneto, olio, limone, aceto. |
|                                                   |                                                                |          | |

#### Salse
- Ljutenica (лютеница) – salsa bulgara tradizionale fatta da pomodori e peperoni, spesso servita sul pane e condita con formaggio bianco (sirene)
- Ljutika (лютика) – salsa piccante di pomodori, peperoni rossi grigliati, peperoncino, aglio, cipolla, prezzemolo e olio vegetale
- Apetitka (апетитка) – simile alla ljutika
- Kyopolou (кьополу) – anche insalata, vedi sopra
- Salsa di cipolle (подлучен сос) o salsa di yogurt (сос с кисело мляко) – yogurt con aglio, olio, peperoncino, sale е a volte aneto
- Katâk (катък) – fatto di latte di pecora bollito
- Razjadka (разядка) – tutti i tipi di salse dense, ljutenica, purè e miscele pastose; una razyadka famosa è quella di peperoni grigliati con salsa di pomodoro, la quale è un'ottima aggiunta a qualsiasi piatto di carne bulgaro.
- Razjadka tracia (Тракийска разядка) – salsa di noci macinate, aglio e sale

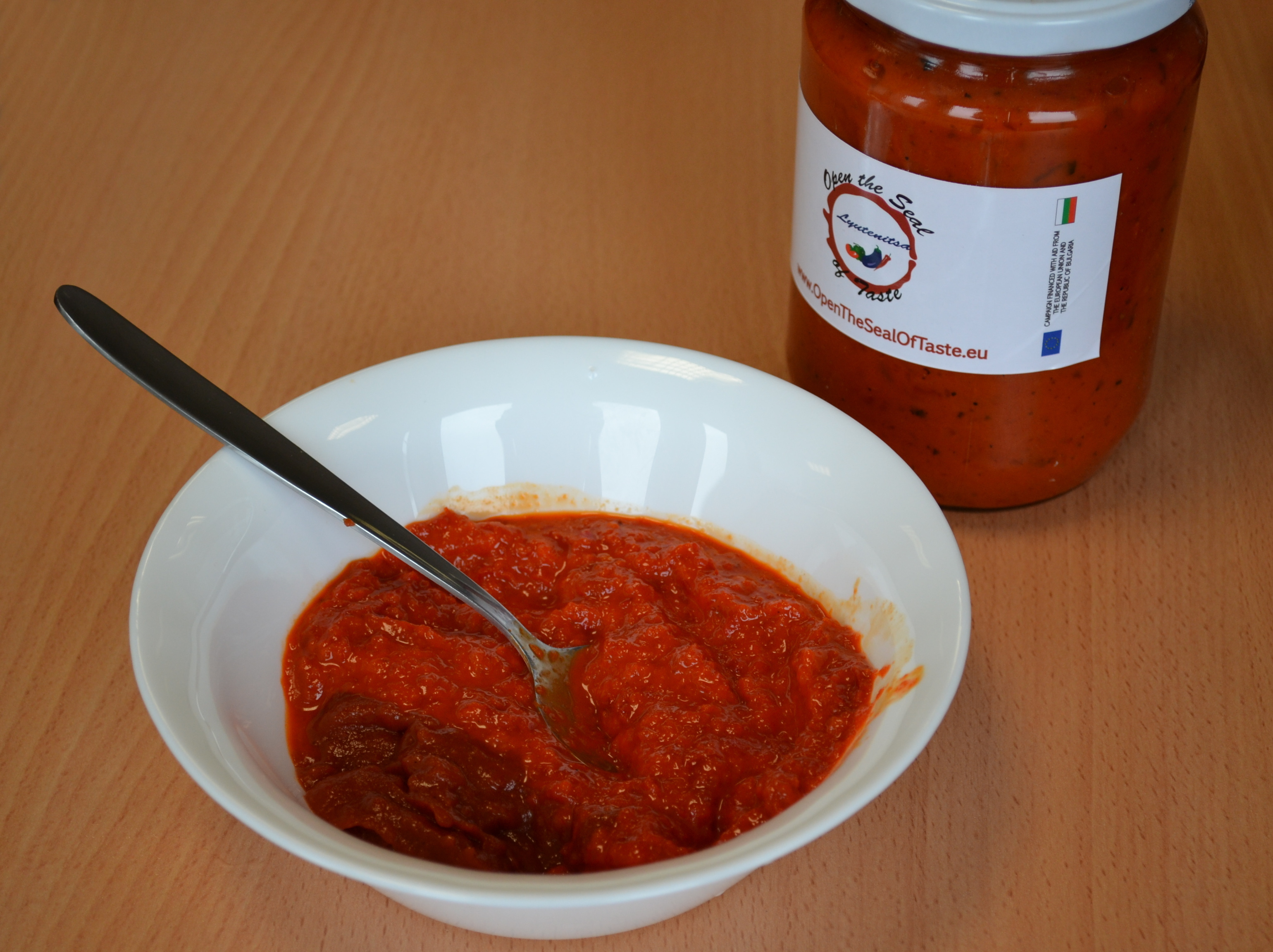
Ljutenica
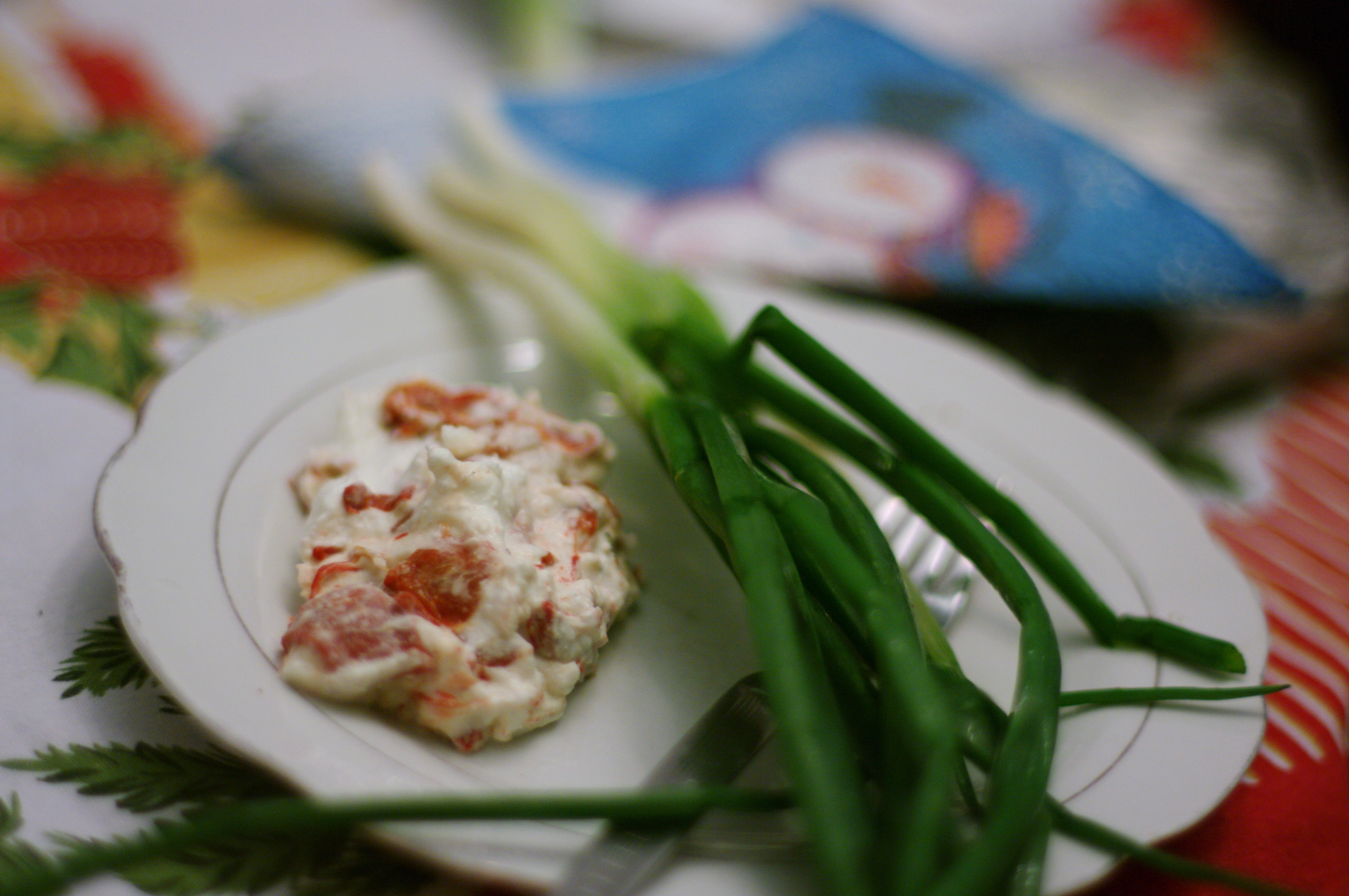
Katâk
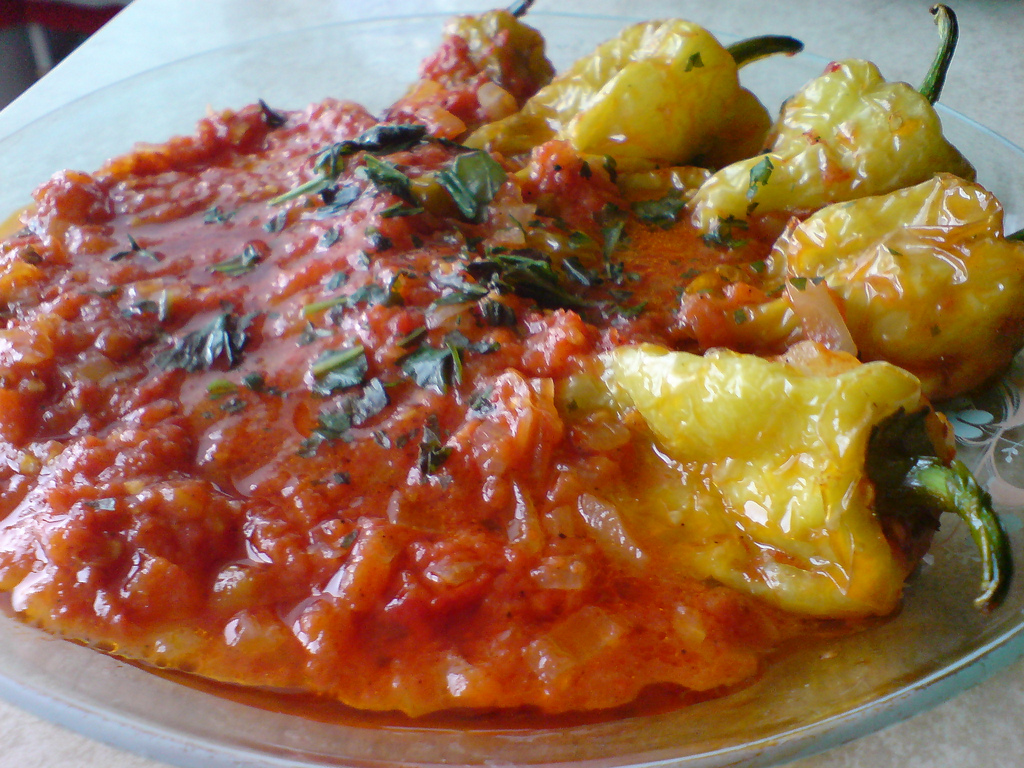
La razjadka di peperoni arrostiti con salsa di pomodoro

#### Antipasti caldi
- Drob po selski (дроб по селски), cioè fegato alla rustica – fegato tritato con cipolla e peperoni
- Ezik v maslo (език в масло), cioè lingua al burro – lingua di vitello affettata al burro
- Sirene pane (сирене пане) – formaggio tipo sirene impanato
- Kashkaval pane (кашкавал пане) – formaggio tipo kashkaval impanato
- Katino mesè (Катино мезе) – misto di pezzi di carne di maiale, funghi, burro, cipolla, limone, olio, sale e pepe nero, tipico di Bansko
- Midi v maslò (миди в масло), cioè cozze al burro – cozze al burro con cipolle e spezie fresche, tipico di Sozopol

### Contorni
I contorni possono essere serviti indipendentemente, come antipasti, o come aggiunta a un piatto principale (ai cosiddetti "allaminuti", ovvero piatti veloci). 
Quando i contorni sono numerosi e serviti su un vassoio, vengono spesso chiamati "mix di contorni" e serviti come antipasto. Quando fanno parte di un piatto principale, sono spesso un'aggiunta agli allaminuti o a una specialità di carne. 
Spesso sono contorno anche gli affettati misti simili, ad esempio l'antipasto di formaggi bulgari e formaggi francesi, oppure quello di salumi bulgari, ecc.

### Piatti
Nella comprensione tradizionale bulgara la parola "piatto" (yàstie) indica un pranzo composto da due portate principali: la prima è un tipo di cibo liquido, zuppa, minestra, ciorbà o brodo, che viene servito prima della seconda portata, che è considerata il piatto principale. Nel bulgaro moderno tutti i piatti liquidi sono chiamati socivà, ovvero un piatto in cui vengono utilizzatati una salsa liquida o il brodo. Ciò include anche i piatti a base di stufato preparati mediante bollitura. In generale quando viene servito uno stufato o un piatto simile, possono esserci due portate e in questi casi non viene servita la zuppa, oppure lo stufato è il primo piatto che precede quello principale ("il secondo").
L'antipasto e il dessert sono considerati aggiuntivi al piatto principale e potrebbero non essere inclusi. 
A cena di solito sono esclusi le zuppe, le minestre e i dolci, ma l'antipasto è spesso presente, sotto forma di insalata o di spuntino tradizionale (ljutenitsa, mix di formaggi, sottaceti, ecc.), che può essere consumato anche con una bevanda alcolica (come rakija).

#### Zuppe
La cucina bulgara è ricca di zuppe e di minestre - di verdure, di carne e di pesce, alcune delle quali vengono preparate a seconda della stagione - ad esempio, la famosa zuppa fredda "taratòr" è tipica dell'estate. Tra le zuppe più famose della cucina bulgara ci sono inoltre la "Shkembè ciorba" e la "Kurbàn ciorba".
| Nome                                 | Nome in bulgaro                                     | Immagine | Ingredienti |
| ------------------------------------ | --------------------------------------------------- | -------- | --- |
| Tarator                              | Таратор (Taratòr)                                   |          | Zuppa fredda di yogurt e cetriolo tritato finemente, olio, sale, aneto, noci macinate e aglio. Consumata spesso d'estate.                                                                          |
| Bob ciorbà (zuppa di fagioli)        | Боб чорба (Bob ciorbà)                              |          | Piatto di fagioli e verdure lessati, che può essere consumato con o senza contorno. Vi si può aggiungere anche la carne.                                                                           |
| Shkembè ciorbà                       | Шкембе чорба (Škembè ciorbà)                        |          | Una zuppa famosa di trippa di manzo o di agnello bollita e tagliata a pezzi, latte fresco e peperoncino piccante; servita condita con aceto e aglio. Viene considerata una cura contro la sbornia. |
| Kurban ciorbà                        | Курбан чорба (Curbàn ciorbà)                        |          | Verdure e carne di agnello o di manzo conditi con uova strapazzate e peperoncino soffritto. |
| Teleshko vareno (Bollito di vitello) | Телешко варено (Tèleŝko varèno)                     |          | Piatto di carne grassa di vitello e verdure in brodo chiarificato. |
| Zuppa di pomodoro con formaggio      | Доматена супа със сирене (Domàtena supa sâs sìrene) |          | Minestra di pomodoro, vermicelli, formaggio tipo feta (sirene) grattugiato, brodo, burro, pepe nero, sale e farina.                                                                                |
| Supa topcheta                        | Супа топчета (Supa tòpceta)                         |          | Polpettine di carne e riso in brodo, a volte condite con una miscela di yogurt e uova. |
| Zuppa del giardiniere                | Градинарска супа (Gradinàrska supa)                 |          | Minestra di verdure fresche. |
| Minestra di pollo                    | Пилешка супа (Pìleŝka supa)                         |          | minestra di pollo, verdure e vermicelli, condita con yogurt e uova |
| Pacià                                | Пача (Pacià)                                        |          | Zuppa di zampone di maiale acida, con ingredienti acidi come sottaceti, frutta amara o aceto in brodo.                                                                                             |
| Zuppa di funghi                      | Гъбена супа (Gâbena supa)                           |          | Funghi, cipolla, prezzemolo, farina, olio, paprica, sale, succo di limone. |
| Minestra di ortiche                  | Супа от коприва (Supa ot koprìva)                   |          | Ortiche lessate, riso, ecc., soffritti con farina e peperoncino o conditi con yogurt e uova. |
| Zuppa di spinaci                     | Супа от спанак (Supa ot spanàk)                     |          | Zuppa di spinaci con formaggio tipo sirene e uova. |
| Ciorbà di lenticchie                 | Чорба от леща (Ciorbà ot leŝta)                     |          | Lenticchie bollite con aglio e santoreggia soffritta con peperoncino. |
| Ciorbà di pesce                      | Рибена чорба (Rìbena ciorbà)                        |          | Zuppa di pesce piccante tradizionale, tipica del Nord della Dobrugia e del Mar Nero, a base di timo e levistico fresco.                                                                            |

#### Stufati
In generale quando viene servito uno stufato o una cosa simile, possono esserci due portate e in questi casi non viene servita la zuppa, oppure lo stufato è il primo piatto che precede quello principale (il secondo).
| Nome              | Nome in bulgaro                    | Immagine | Ingredienti |
| ----------------- | ---------------------------------- | -------- | --- |
| Gyuvetch          | Гювеч (Ghiuveĉ)                    |          | (in turco: güveç) è il nome generico dei piatti tradizionali della cucina balcanica, che sono un tipo di stufato di carne e di verdure (ma possono anche essere un piatto vegetariano). |
| Kebab             | Кебап (Kebàp)                      |          | Spezzatino con cipolla, peperoncino, pepe nero e carne tritata finemente, servito su una tartina di riso bollito o purè di patate.                                                      |
| Stufato di pollo  | Пилешка яхния (Pìleŝka iacnìa)     |          | Carne di pollo stufata in salsa densa con spezie come cipolle, peperoni, paprica e pepe nero.                                                                                           |
| Stufato di patate | Картофена яхния (Kartòfena iacnìa) |          | Piatto di patate e verdure in una salsa densa. |

#### Piatti al forno, da casserola, in casseruola o alla griglia
I cibi cotti al forno, sul fornello o alla griglia sono chiamati con l'antico termine pecivà. Un pecivò potrebbe essere sia un intero piatto preparato sia un suo elemento usato per gli allaminuti di carne (polpette, spiedini, salsicce, hamburger, bistecche) o per le aggiunte di verdure (patate al forno, peperoni, pomodori, frutta, ecc.) A differenza dei piatti liquidi (i socivà) i pecivà sono sempre un piatto principale e vengono preparati sia a pranzo sia a cena. Inoltre, la preparazione di molti di loro è associata a eventi cerimoniali e rituali. I pecivà sono anche tutti i piatti che usano un impasto, di cui la più popolare in Bulgaria è la banitsa.
Nella cucina bulgara esiste un tipo di piatto tipico, che è un pecivò per il suo modo di preparazione, ma è spesso usato come contorno o antipasto, oltre a essere un piatto principale. Si chiama "placchìa" (in bg: плакия). Si prepara come le verdure al forno, in cui sono presenti le spezie piccanti (quelle più comuni sono l'aglio e/o il pepe nero) e il condimento acido (l'aceto di vino). Di solito si consuma leggermente refrigerato.
| Nome                        | Nome in bulgaro                               | Immagine | Ingredienti |
| Polpette fritte             | Пържени кюфтета (Pârgeni kiuftèta)            |          | Uno dei piatti più popolari della cucina bulgara, preparato con la carne macinata, le cipolle, le uova e le spezie, tutto quanto sotto forma di palline fritte nell'olio.                                                   |
| Moussakà                    | Мусака                                        |          | Un piatto tradizionale balcanico di patate a cubetti, carne macinata e verdure, cotto in forno e condito con la besciamella.                                                                                                |
| Peperoni ripieni            | Пълнени чушки (Pâlneni ciùŝki)                |          | Peperoni freschi o secchi ripieni di un misto di carne macinata, pomodori, cipolle e spezie. Al momento di servire vi si può aggiungere lo yogurt.                                                                          |
| Kavarmà                     | Каварма                                       |          | Un piatto cotto in forno o in un recipiente di ceramica tipico, che di solito contiene carne di maiale o di pollo, una grande quantità di cipolle, santoreggia, peperoni, pepe e sale.                                      |
| Bjurek di peperoni          | Чушки бюрек (Ciùŝki biùrek)                   |          | Un piatto di peperoni arrostiti e pelati farciti con un impasto di formaggio, uova, prezzemolo, e impanati nella farina, nel pangrattato e nelle uova sbattute, poi fritti in olio.                                         |
| Maiale con riso             | Свинско с ориз (Svinsko s orìz)               |          | Affettato di maiale stufato con riso, cipolle, pomodori e spezie. |
| Kebab di agnello al chomlek | Агнешко чомлек кебаб (Ágneŝki ciomlek kebab)  |          | Carne di agnello tagliata a pezzi e stufata al forno con cipolle, scalogno, aglio, concentrato di pomodoro, farina, vino bianco e spezie.                                                                                   |
| Carpa ripiena               | Пълнен шаран (Pâlnen sciaràn)                 |          | Carpa ripiena di un misto di noci macinate, cipolla, paprica, pepe nero, sale e olio, cotta al forno (tradizionalmente servita il 6 dicembre - il giorno di San Nicola).                                                    |
| Fagioli al forno            | Боб на фурна (Bob na furna)                   |          | Fagioli, cipolle e verdure al forno, a cui si possono aggiungere le polpette, i salumi o la carne. |
| Pollo arrosto con le patate | Печено пиле с картофи (Pèceno pile s kartòfi) |          | Pollo al forno condito con patate tagliate a pezzi grossi. |
| Involtini di cavolo         | Зелеви сарми (Zèveli sârmì)                   |          | Carne macinata, cipolle, pomodori e riso avvolti in foglie di cavolo cappuccio (al momento di servire vi si può aggiungere lo yogurt).                                                                                      |
| Involtini di cavolo verza   | Лозови сарми (Lòsovi sârmì)                   |          | Carne macinata e riso avvolti in foglie di cavolo verza e serviti con lo yogurt. |
| Maiale con cavolo           | Свинско със зеле (Svinsko sas zele)           |          | Carne di maiale e cavolo cappuccio o crauti (a seconda della stagione), cotti al forno o in pentola. |
| Pollo con cavolo            | Пиле със зеле (Pile sas zele)                 |          | Pollo stufato con cavolo cappuccio tritato, pomodori e spezie (si può preparare sia in pentola sia al forno). |
| Patate al forno             | Печени картофи (Pèceni kartòfi)               |          | Patate e verdure in una sala densa di panna, a cui si può aggiungere il bacon durante la cottura. |
| Patatnik dei Rodopi         | Родопски пататник (Rodòpski patàtnik)         |          | Un piatto tipico dei Rodopi, preparato con patate grattugiate grossolanamente, cipolla, sale e menta spicata, tutto questo viene impastato e cotto a fuoco lento, e vi si possono aggiungere la carne, il sirene o le uova. |
| Pollo con riso              | Пиле с ориз (Pile s orìz)                     |          | Pollo tagliato a pezzi е stufato con riso, cipolle e spezie. |
| Rulo Stefanì                | Руло „Стефани" (Rulò Stefàni)                 |          | Un tipo di involtino di carne con un ripieno comprendente uova sode intere. |
| Sarma di fegato di agnello  | Агнешка дроб сарма (Ágneška drob sârmà)       |          | Frattaglie di agnello cotte al forno con riso, prezzemolo, erba cipollina e cipolle fresche, condite con un misto di besciamella e kashkaval. Servito con lo yogurt.                                                        |
| Polpette al sugo            | Кюфтета в сос (Kiuftèta v sos)                |          | Polpette in un sugo denso di pomodoro, fricassea o altro. |

#### Gli allaminuti
I piatti che vengono preparati rapidamente e sono composti da meno componenti nella tradizione culinaria bulgara sono chiamati allaminuti (in bg: аламинути). Gli allaminuti sono le carni arrostite o fritte, le uova, i formaggi e/o la combinazione di questi. Di solito vengono serviti con qualche tipo di salsa o condimento (ljutenitsa, purè o un altro tipo di razyadka (vedi salse)) o un mix di insalate calde o fredde. Le varie insalate e antipasti serviti nello stesso piatto sono chiamati contorni o mix di contorni.

##### Allaminuti di carne o di formaggio
| Nome                                        | Nome in bulgaro                                        | Immagine | Ingredienti |
| ------------------------------------------- | ------------------------------------------------------ | -------- | --- |
| Polpetta                                    | Кюфте (Kiufè)                                          |          | Carne macinata, cipolla, santoreggia, spezie (qu.ando sono da friggere, alle polpette si aggiunge del pane ammollato e ammollicato e un uovo)                                                                                                  |
| Kebapche                                    | Кебапче (Kebàpce)                                      |          | Carne macinata e spezie (cumino, pepe nero) alla griglia. |
| Kashkaval impanato                          | Паниран кашкавал /Кашкавал пане (Kashkavàl panè)       |          | Kashkaval stagionato impanato nel pangrattato e successivamente nelle uova, fritto in olio bollente fino a ottenere una crosta dorata. |
| Polpetta tartara                            | Татарско кюфте (Tatàrsko kiuftè)                       |          | Carne macinata ripiena di cipolla, mais, peperoni, kashkaval, spezie, bacon, ecc. |
| Spiedini                                    | Шишчета (Scìŝceta)                                     |          | Affettato di carne infilato in spiedini di legno o di metallo, seguito da un pezzo di verdure (peperoni, cipolle, funghi, ecc.) e successivamente arrostito.                                                                                   |
| Grigliata mista                             | Мешана скара (Mèsciana skara)                          |          | Un piatto diffuso che comprende diversi piatti combinati in un'unica porzione (kebapche, polpette, braciola, spiedini) cucinati alla griglia.                                                                                                  |
| Polpette nervose                            | Нервозни кюфтета (Nervòsni kiuftèta)                   |          | Un piatto molto piccante di un misto di carni macinate (50% di manzo e 50% di maiale), cipolla, cumino, due o tre peperoncini piccanti, bacon (o altro salume affumicato), sale, ecc.                                                          |
| Braciola/Bistecca                           | Пържола (Pârgiola)                                     |          | Un piatto di diversi tipi di carne (manzo, pollo, agnello, il più delle volte maiale), battuto con pestacarne e marinato in anticipo, cotto alla griglia, fritto in padella o al forno (la braciola di maiale viene condita con le cipolle).   |
| Pljeskavica                                 | Плескавица (Pleskàvitsa)                               |          | Carne macinata con ripieno di panna, peperoni, kashkaval, spezie, bacon, ecc. Diffusa in tutto il paese, ma soprattutto nella Bulgaria occidentale.                                                                                            |
| Pollo con la cipolla                        | Подлучено пиле (Podlùceno pile)                        |          | Pollo tagliato in quarti, cipolla, aglio, succo di limone, spezie (la cipolla e l'aglio vengono schiacciati e il pollo viene marinato prima di essere arrostito).                                                                              |
| Frattaglie di agnello alla griglia          | Агнешки дреболии на скара (Ágneŝki dreboliìi na skara) |          | Fegato d'agnello, reni, cuore, animelle tagliati in due (il fegato a fettine), salati e spolverati con un po' di farina, e successivamente grigliati.                                                                                          |
| Fegato di vitello al vino                   | Телешки дроб с вино (Tèleŝki drob po selski)           |          | Fegato di vitello tagliato a tocchetti e marinato con vino bianco, olio, pimento, pepe nero e succo di limone, quindi grigliato brevemente da entrambi i lati.                                                                                 |
| Fegato alla rustica                         | Дроб по селски (Drob po selski)                        |          | Fegato di vitello o di pollo salato e infarinato, quindi fritto brevemente con cipolle, peperoni, funghi e pomodori, pepe nero e santoreggia fino a cottura.                                                                                   |
| Bistecche di agnello con il mentastro verde | Агнешки пържоли с джоджен (Ángeŝki pârgioli s giògen)  |          | Bistecche di agnello battute, quindi marinate con il mentastro verde tritato, succo di limone, scorza di limone, pepe nero e aglio (senza sale), lasciate in frigorifero e quindi grigliate.                                                   |
| Polpette con kashkaval                      | Кюфтета с кашкавал (Kiuftèta s kaŝkavàl)               |          | Carne macinata mista con cipolla, pepe nero, cumino e sale, divisa in palline appiattite, sulle quali viene messo un po' di kashkaval e vengono chiuse con un'altra palla di carne macinata, formando una polpetta cotta quindi alla griglia.  |
| Kebabcheta alla cacciatora                  | Кебапчета по ловджийски (Kebàpceta po lovgìiski)       |          | Carne di manzo macinata due volte, petto di maiale affumicato e sucuk, mescolati con paprica, cumino, cipolla, santoreggia con l'aggiunta di vino rosso con sale disciolto, sagomate in polpette lunghe (tipo spiedini) che vengono grigliati. |

##### Piatti e allaminuti di pesce
| Nome                                 | Nome in bulgaro                                                | Immagine | Ingredienti |
| ------------------------------------ | -------------------------------------------------------------- | -------- | --- |
| Pesce fritto                         | Пържена риба (Pârgena riba)                                    |          | Pesce di qualsiasi tipo, preferibilmente quello piccolo (come gli spratti) pulito, infarinato e tagliato a pezzi (se grande), quindi fritto in olio fino a doratura. |
| Pesce marinato                       | Маринована риба (Marinòvana riba)                              |          | Pesce pulito, tagliato e arrotolato nella farina, quindi fritto fino a doratura; del grasso rimanente viene fatta una salsa, aggiungendovi farina, alloro, pepe nero, aceto e aglio, e al suo addensamento viene diluita con il brodo, in cui viene immerso il pesce fritto.                                                                                      |
| Pesce allo spiedo                    | Риба на шиш (Riba na ŝiŝ)                                      |          | Filetti di pesce infilati in spiedini di legno o di metallo, sovrapponendo successivamente dei pezzi di pomodoro, cipolla, peperoncino intero, quindi bagnati di aceto e di olio e grigliati. |
| Trota al burro                       | Пъстърва с масло (Pastârva s maslò)                            |          | Trota pulita, cosparsa di succo di limone, sale e cumino pestato, grigliata per 4 minuti per lato, dopodiché messa su un piatto e cosparsa di burro soffritto fino a doratura. |
| Salamoia di pesce alla Vidin         | Рибена саламура по видински (Rìbena salamùra po vìdinski)      |          | Pesce pulito (carpa, sgombro), arrotolato nella farina, quindi fritto fino a doratura. A parte si fa bollire acqua salata e acidificata con succo di limone, in cui si fanno bollire dei peperoncini piccanti, e dopo circa 20 minuti di ebollizione vi si aggiunge il pesce fritto e vi si lascia per circa 20 minuti. Servito con prezzemolo tritato finemente. |
| Casserole di pesce siluro            | Гювеч от сом (Ghiuvèĉ ot som)                                  |          | Pesce siluro affettato, infilato in spiedini di legno o di metallo, seguito da un pezzo di verdura o frutta (peperone, cipolla, mela, funghi, ecc.), quindi grigliato. |
| Pesce al sugo di pomodoro            | Риба с доматен сос (Riba s domàten sos)                        |          | Pesce siluro pulito e tagliato, fritto. Nello stesso grasso vengono fritte le cipolle, i peperoni e i pomodori, e vi si aggiungono le spezie. In una pentola di terracotta vengono disposte una fila di verdure e una fila di pesce, e tutto quanto viene cotto in forno.                                                                                         |
| Ghiozzi al forno                     | Попчета на фурна (Pòpceta na furna)                            |          | Ghiozzi puliti e fritti in olio; cipolla tagliata e stufata con pomodori, funghi, spezie. All'evaporazione della maggior parte del liquido i ghiozzi vengono cotti per un breve periodo in forno. |
| Carpa con crauti                     | Шаран с кисело зеле (Sciaràn s kìselo zele)                    |          | Carpa tagliata cotta al forno su una tartina di crauti, riso bollito, cipolle e spezie (leggermente cotte in anticipo). |
| Carpa ripiena di riso                | Шаран пълнен с ориз (Ŝaràn pâlnen s orìz)                      |          | Carpa intera ripiena di un misto di cipolle, riso, noci, uvetta e spezie, quindi cucita e cotta al forno, versando sul fondo della teglia del concentrato di pomodoro diluito. |
| Kebab di pesce al vino               | Винен кебап от риба (Vìnen kebàp ot riba)                      |          | Pesce di mare stufato con le verdure (cipolle, pomodori), farina, spezie e vino rosso. |
| Pesce bianco placchia con il topping | Бяла риба плакия със заливка (Biala riba placchia sâs zalìvka) |          | Pesce bianco pulito e affettato, cotto al forno insieme a una grande quantità di cipolle, aglio, pomodori, alloro, pimento, pepe nero, sale e olio. Il pesce cotto viene ricoperto di besciamella e cotto al forno (servito freddo). |
| Gyuvetch del pescatore               | Рибарски гювеч (Ribàrski ghiuveĉ)                              |          | Pesce pulito e lavato, cotto in un vaso di ceramica insieme alle verdure (carote, cipolle, aglio, sedano), pangrattato, vino bianco e spezie. |
| Pesce alle olive al forno            | Риба с маслини на фурна (Riba s maslìni na furna)              |          | Pesce tritato e lavato (sgombro cavallino, carpa, palamita, sgombro), cotto al forno con un misto di verdure (cipolle, pomodori, carote, sedano, aglio) e olive denocciolate; consumato freddo. |

##### Allaminuti con uova e/o formaggio
Questi sono gli allaminuti più diffusi in Bulgaria che si mangiano principalmente in casa e per la cui preparazione non sono richieste particolari abilità culinarie. Questi includono le famose uova bollite, le uova fritte, le frittate e il mish-mash.
A volte agli allaminuti all'uovo vengono aggiunti altri due gruppi: i salumi impanati e gli allaminuti di carne (polpette, cotolette), che sono essenzialmente una varietà degli allaminuti di carne, e formaggi impanati, che sono allaminuti senza carne, per il preparazione dei quali sono richieste un maggiori abilità culinarie.
| Nome                    | Nome in bulgaro                            | Immagine | Ingredienti |
| ----------------------- | ------------------------------------------ | -------- | --- |
| Uovo all'occhio di bue  | Яйца на очи (Iaitsà na ocì)                |          | Tipo di uova fritte, senza mescolare; spesso serviti in abbinamento a formaggiо bianco in salamoia (sirene), salumi o altri tipi di allaminuti di carne. |
| Uova alla panagjurishte | Яйца по панагюрски (Iatsà po panaghiùrski) |          | Uova rotte in una pentola di acqua bollente; servite in abbinamento a sirene in salamoia, yogurt e paprica. |
| Sirene alla griglia     | Сирене на скара (Sìrene na skara)          |          | Sirene in salamoia a pasta dura grigliato, aromatizzato con spezie; spesso preparato in un cartoccio di auminio o di carta da forno. |
| Sirene allo shopski     | Сирене по шопски (Sìrene po sciopski)      |          | Formaggio bianco salato a pasta dura (sirene) cotto in una casseruola di terracotta insieme a pomodori, uova, peperoncino verde e spezie. |
| Mish-mash               | Миш-маш                                    |          | Tradizionalmente viene preparato con peperoni e pomodori tritati, stufati in olio riscaldato a fuoco moderato. I peperoni possono essere pre-arrostiti e pelati o affettati crudi. Le uova e il formaggio (sirene) vengono aggiunti al composto perché si addensi. |

### Salumi
La cucina nazionale bulgara è relativamente povera di tipi di salumi, ma quelli tradizionali hanno delle eccellenti qualità gustative. Alcuni degli insaccati più diffusi sono lukanka, sugiuk, nadenitsa, sazderma, karvavica, pastırma, vari tipi di salame al bacon, diversi tipi di salame morbido ("Di Manzo", "Kamcìa"), karnaceta, ecc.
Nel corso degli anni alcuni tipi di insaccati sono diventati prelibatezze gastronomiche (sucuk, lukanka), e altri hanno cominciato a essere affumicati invece di essere lavorati mediante ebollizione. Gli insaccati crudi a lunga conservazione (lukanka, Gorno-Oryakhov sucuk, ecc.) devono maturare prima di diventare commestibili.
Soprattutto in campagna si pratica la tradizionale preparazione degli insaccati, e nei piccoli centri si possono vedere i sucuk fatti in casa appesi a essiccare. L'essiccazione avviene durante i mesi freddi (temperatura massima fino a 15 °C), per 40 – 60 giorni. In questo modo gli insaccati si conservano e non è necessario aggiungervi un conservante durante la loro preparazione.
Se consumati crudi, i salumi vengono utilizzati come antipasti, contorni o spuntini. Alcune salumi morbidi (wurstel, miniwurstel) sono consumati bolliti a colazione con la baguette o con un piccolo panino (pitka). Se usati come parte di un pasto (ai cosiddetti "allaminuti", ovvero piatti veloci), vengono spesso grigliati o fritti.
I salumi più apprezzati come piatti veloci o come parte di una grigliata mista sono le salsicce (quelle piccole sono conosciute come "nadenichki"), anche se qualsiasi tipo di salume può essere grigliato.
Altri salumi sono il bahur (insaccato di frattaglie e di sangue di pecora, bovino o suino), il banski starets (il vecchio di Bansko: insaccato di carne di maiale e lardo) e Strandjanski dyado (il nonno di Strandža: un prodotto pressato, essiccato a crudo, di carne di maiale tagliuzzata, spezie naturali e additivi, insaccata in un involucro di origine naturale, solitamente lo stomaco di maiale).

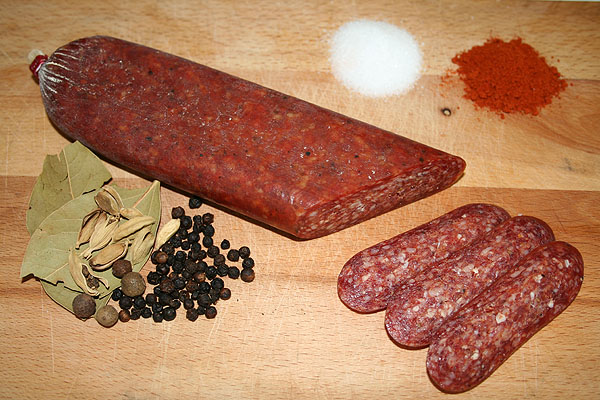
Lukanka (Луканка)
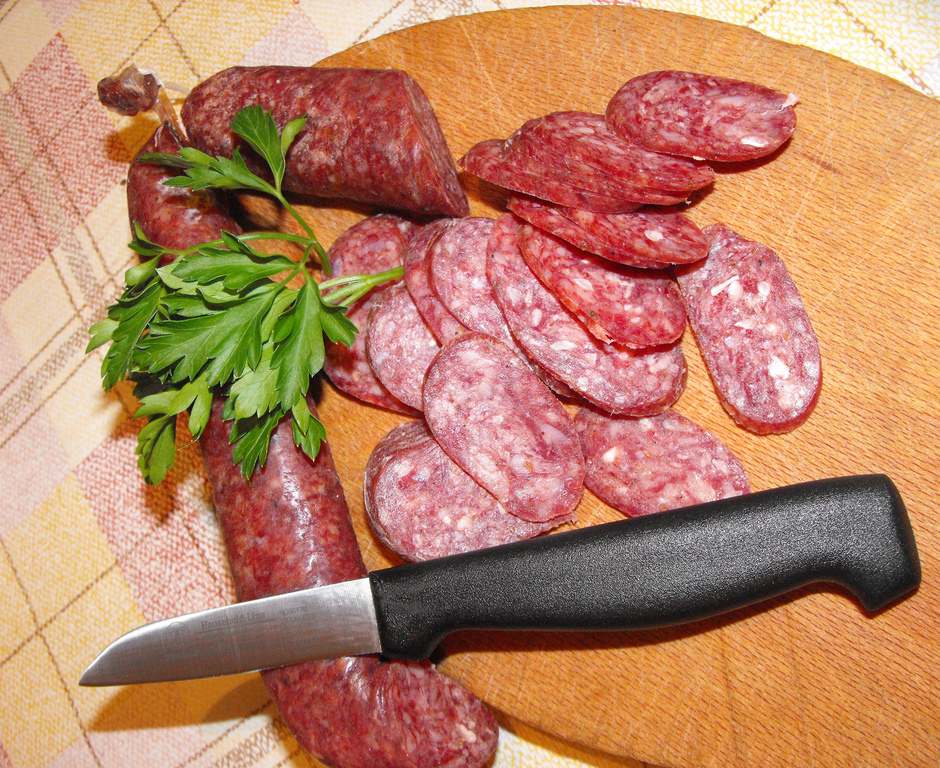
Sucuk (Суджук)
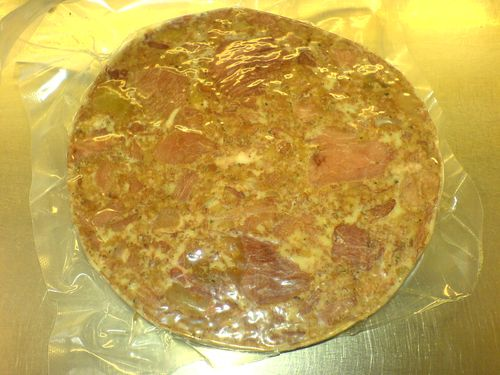
Sazdarma (Саздърма)
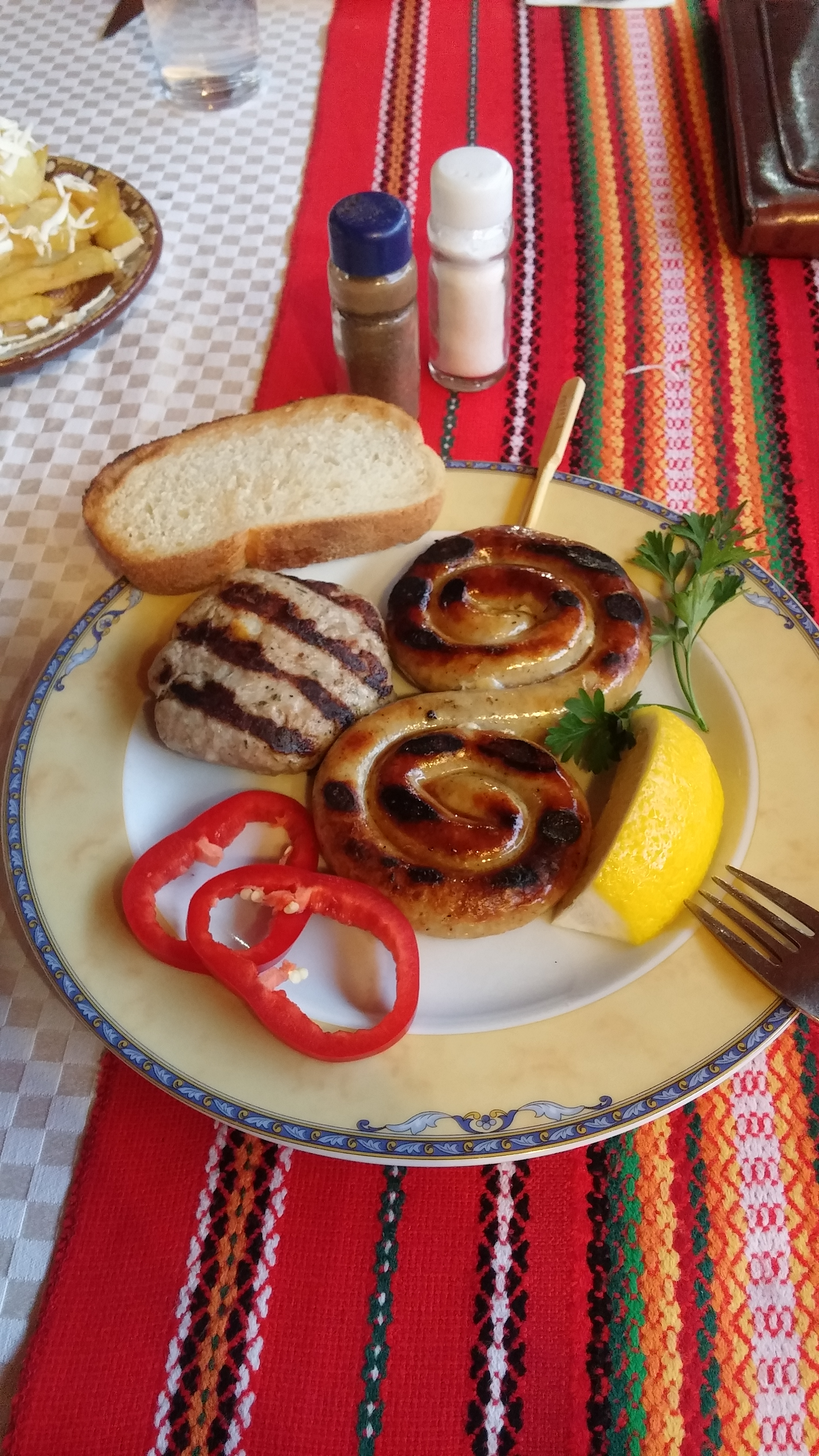
Karnace (a destra) (Карначе)
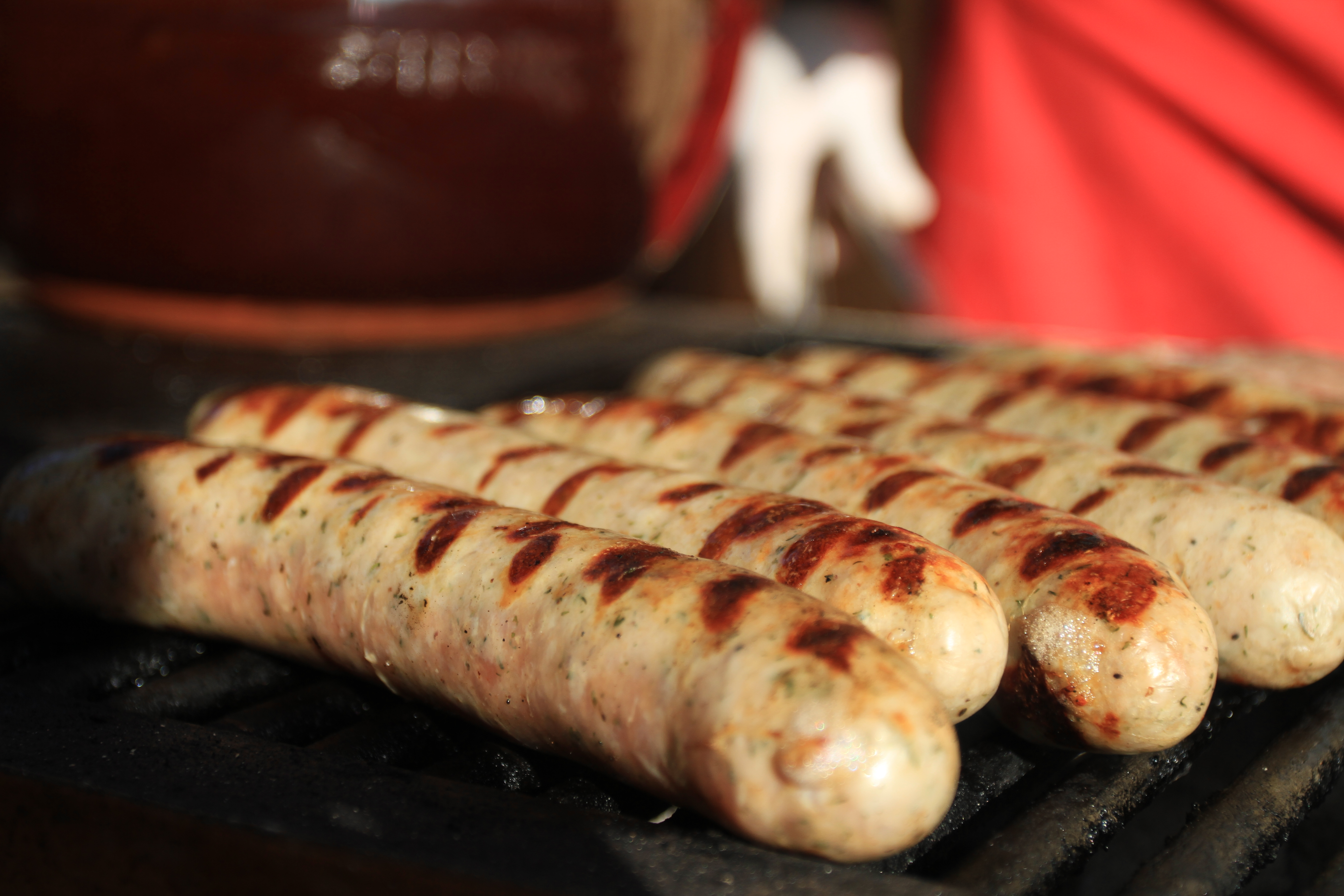
Nadenitsa (Наденица)
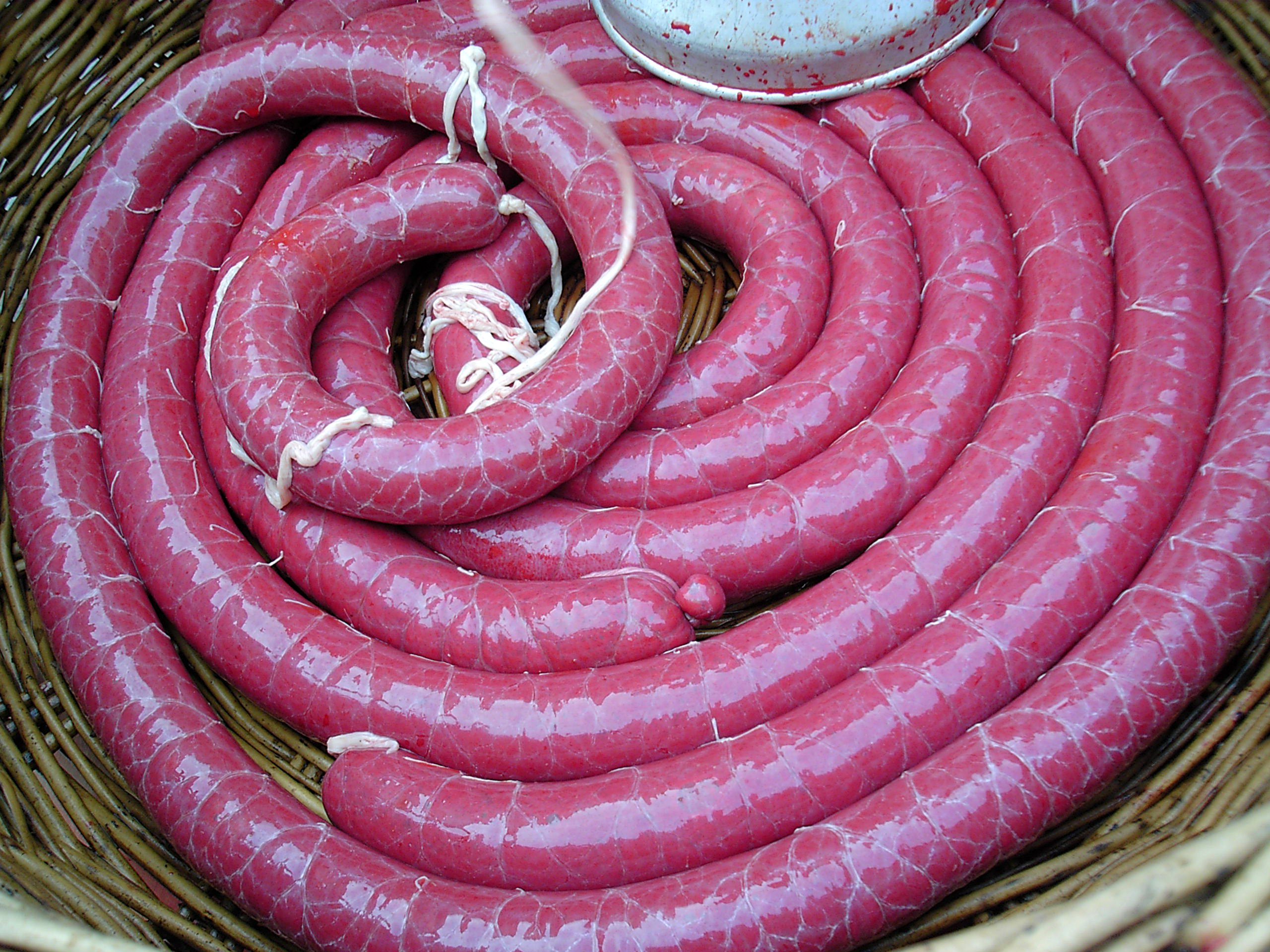
Karvavitsa (Кървавица)
Pastirma (Пастърма)
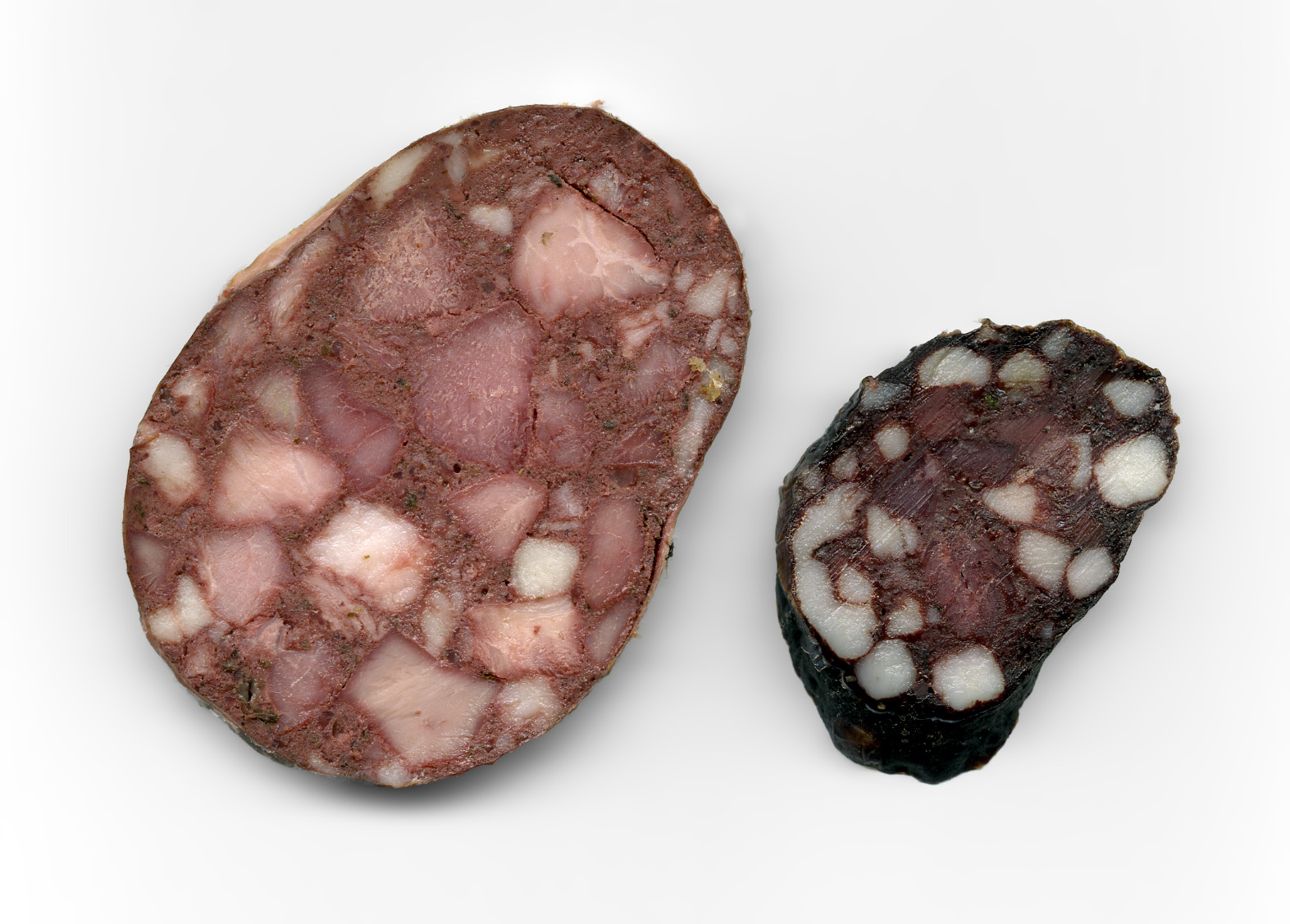
Bahur (бахур)

### Griglia (bulgaro: skara)
- Kyufte (polpetta di carne)
- Kebapche
- Parjola (costata)
- Shishcheta (spiedini)
- Karnache
- Nadenitsa (salsiccia)
- Tatarsko kyufte (polpette di carne stufate)
- Nevrozno kyufte (polpette di carne piccanti)
- Chicken in caul
- Cheverme (piatto speciali usato per eventi particolari quali matrimoni, lauree e compleanni)
- Meshana skara
- Verdure grigliate
- Pesce alla griglia

### Piatti principali
- Gyuvech
- Yahniya
- Plakiya
- Sarma
- Drob Sarma
- Kebab di zampa con vino
- Kavarma
- Kapama
- Mish mash

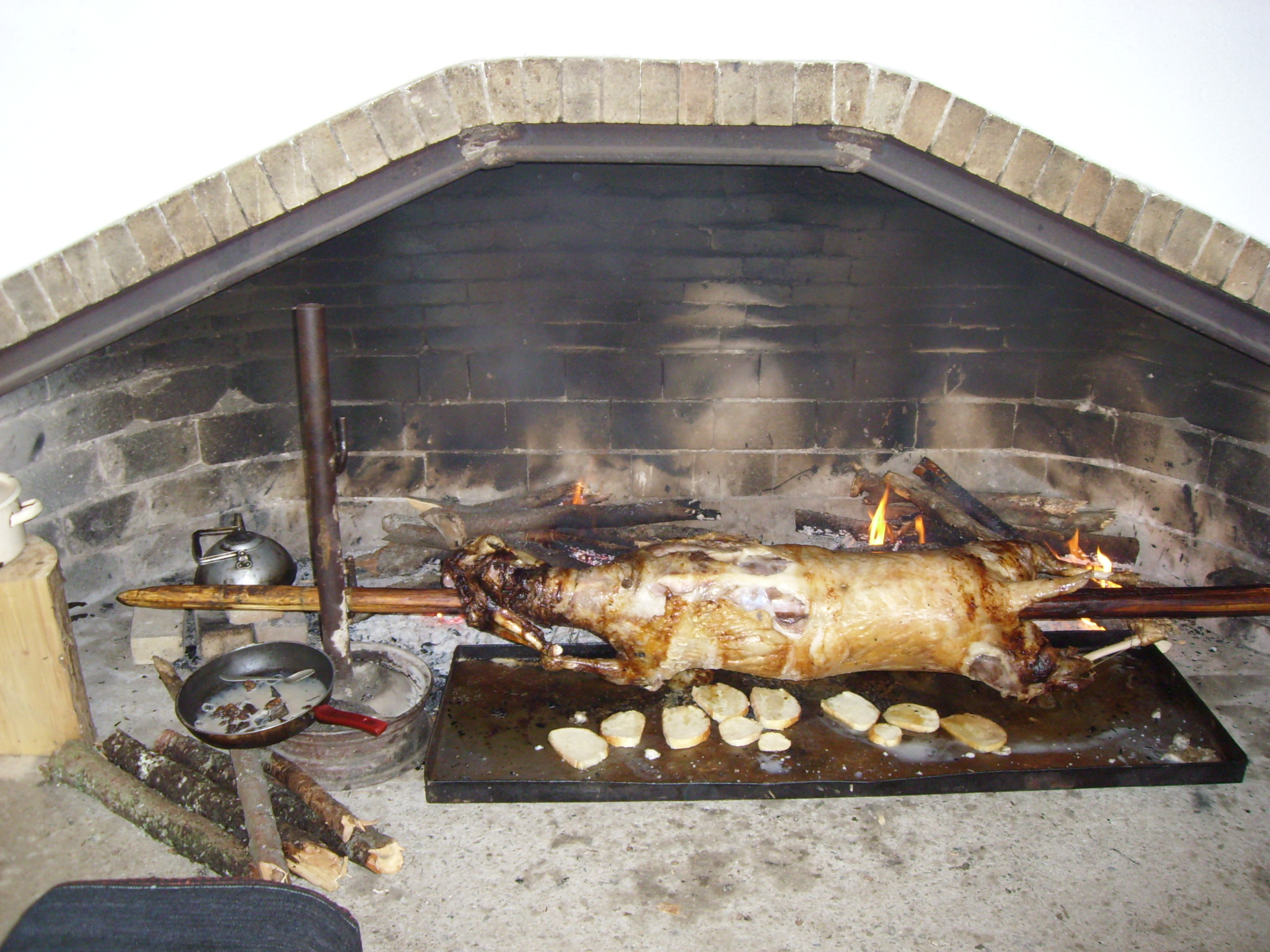
Cheverme da Rhodopes

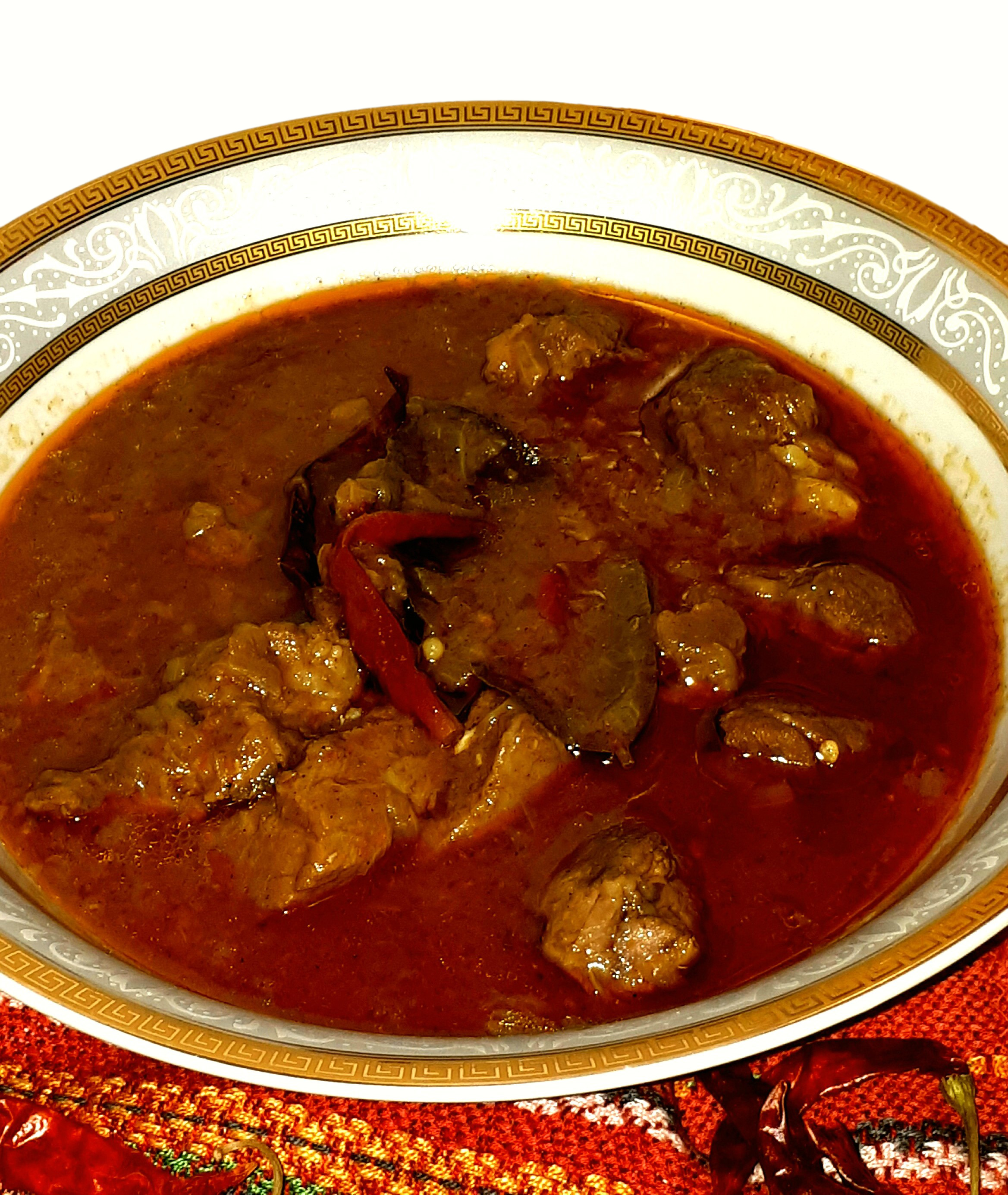
Pollo yahniya

- Pilaf (riso con carne tritata, verdure o cozze)
- Chomlek
- Mlin
- Zucchine stufate
- Peperoni stufati
- Peperoni börek
- Fagioli arrostiti
- Salsiccia con fagioli
- Maiale con riso
- Pollo arrosto con patate
- Maiale con cavolo
- Pollo con cavolo
- Patate arrosto
- Vino Kebab di zampa su vassoio
- Drusan kebab
- Riso con pollo
- Polpette tatare
- Polpette con salsa
- Kjufteta po Chirpanski (polpette di patate, ricetta dal Chirpan)
- Rulo Stefani
- Palline di patate con salsiccia
- Uova panagyurishte
- Zucchine fritte con yogurt
- Pollo in katmi (piatto popolare della Tracia)
- Pesce zelnik (piatto in pastella con crauti e riso)
- Pesce fritto (di solito preparato con una carpa per la festa di San Nicola)
- Carpa ripiena o carpa nikuldenski (preparata dalle famiglie per la festa di San Nicola)

## Panetteria e dolci
- Pita dolce
- Pogacha (pane sacro)
- Kravai (pane sacro)
- Kolak (pane per rituali)
- Banitsa (piatto in pastella più famoso in Bulgaria che conta moltissime varietà)
- Tikvenik
- Zelnik
- Baklava
- Saraliya
- Parlenki
- Patatnik
- Kachamak
- Byal Maj
- Tutmanik
- Milinka
- Gevrek
- Kozunak
- Mekitsa
- Marudnitsi
- Katmi (una specie di pancake)
- Palachinki (una specie di pancake)
- Langidi
- Tiganitsi
- Dudnik
- Popara(zuppa di latte)
- Sulovar
- Parjeni filii
- Kiflichkicon marmellata o formaggio bianco
- Solenki
- Yufka
- Trienitsa o skrob
- Trahana
- Slatko

### Dolci
Le tradizioni bulgare nella preparazione dei dolci non sono grandi e sono per lo più legate alla preparazione di dolci a pasta semplice. Nei pasti quotidiani la frutta fresca viene spesso utilizzata come dessert in estate e le composte di frutta in inverno.
I dessert di pasticceria più specifici sono solitamente presi in prestito dalla pratica della pasticceria dell'Europa occidentale o orientale.
| Nome                                       | Nome in bulgaro                                                                     | Immagine | Descrizione |
| ------------------------------------------ | ----------------------------------------------------------------------------------- | -------- | --- |
| Aşure                                      | Ашуре (Asciurè)                                                                     |          | Dolce tipico turco fatto di cereali, cannella, legumi, mandorle, melograno, noci, pinoli, uva passa e zucchero |
| Baklavà                                    | Баклава                                                                             |          | Dessert ricco di zucchero (o miele) e frutta secca originario dell'odierna Turchia |
| Banitsa da dessert                         | Десертна баница (Desèrtna bànitsa)                                                  |          | Banitsa dolce, con riso, con mais o con altro |
| Biscotti alla pesca (praskovki)            | Прасковки (Pràskovki)                                                               |          | Biscotti rottondi di due pezzi con crema in mezzo |
| Biscotti di Kazanlak (Korabii di Kazanlăk) | Казанлъшки курабии (Kazanlâshki kurabìi)                                            |          | Biscotti di pasta bagnata di uovo e cosparsa di zucchero |
| Buchti con yogurt                          | Бухти с кисело мляко (Bucti s kìselo mliako)                                        |          | Dolce tipo frittelle, fatto di uova, bicarbonato di sodio, yogurt, zucchero e farina |
| Byalo sladko                               | Бяло сладко (Bialo sladko)                                                          |          | Confettura bianca di zucchero, acqua e limone |
| Ciambelle di Kazanlak                      | Казанлъшки понички (Kazanlâshki pòniĉki)                                            |          | Doughnut fritti, senza crema, cosparsi di zucchero a velo |
| Composta di frutta                         | Компот (Compòt)                                                                     |          | Dolce freddo a base di frutta fresca, in scatola, essiccata o congelata in varie combinazioni o di un tipo |
| Cozunak                                    | Козунак (Cozunàk)                                                                   |          | Pane dolce rituale che si prepara tradizionalmente per Pasqua, simboleggia il corpo di Gesù Cristo |
| Gris                                       | Грис                                                                                |          | Semolino con il latte, la panna, lo zucchero e la vaniglia |
| Gris halva                                 | Грис халва (Gris halvà)                                                             |          | Dolce di origine turca a base di latte fresco, burro, zucchero e semola di grano |
| Katmà                                      | Катма                                                                               |          | Con marmellata o miele o/e formaggio е oggi anche con cioccolato – un impasto della regione di Strandža, dei Rodopi e di altre regioni della Bulgaria, simile alla palacinta, ma più spessa, condito di strutto, burro, o olio.                                                                                                |
| Kadaif                                     | Кадаиф (Kadaìf)                                                                     |          | Dolce di origine turca, composto da spaghetti molto fini intrecciati tra di loro in modo irregolare assieme alla frutta secca, bagnati con sciroppo di zucchero |
| Ciambellone                                | Кекс (Keks)                                                                         |          | Tipo di prodotto a pasta dolce, cotto in una forma rotonda o oblunga, contenente noci, frutta secca, ecc. |
| Qurabiya                                   | Курабийки (Kurabìiki)                                                               |          | Biscotti di pasta frolla, solitamente a base di mandorle tritate. Le versioni si trovano nella maggior parte delle cucine arabe e ottomane, con varie forme e ricette diverse. |
| Lokum                                      | Локум (Lokùm)                                                                       |          | Prodotto dolciario di origine turca fatto di amido e zucchero, di consistenza gelatinosa. Viene aromatizzato con arancia, acqua di rose, limone, pistacchi, mandorle, spezie, cannella o menta |
| Maslenki                                   | Масленки (Màslenki)                                                                 |          | Biscotti con strutto, uova, farina, vaniglia, zucchero in polvere |
| Medenki                                    | Меденки (Mèdenki)                                                                   |          | Biscotti piatti con miele e cannella |
| Muhallebi                                  | Мулеби (Mulebì)                                                                     |          | Dolce della cucina levantina, simile a un budino e composto da zucchero, farina di riso e latte |
| Oshav                                      | Ошав (Osciàv)                                                                       |          | Composta di frutta secca mista, un piatto tradizionale della tavola bulgara in occasione della vigilia di Natale |
| Revanè                                     | Реване                                                                              |          | Dolce tipico del Medio Oriente a base di semolino, ricoperto di sciroppo di zucchero o acqua di rose, e decorato con una mandorla su ogni fetta. |
| Risolatte o Sütlaç                         | Мляко с ориз / Сутляш (Sutliaŝ)                                                     |          | Dolce a base di riso e latte con cannella |
| Skalichki (Piccole rocce)                  | Скалички (Scalìĉki)                                                                 |          | Piccoli dolci di cioccolato in forma di cono |
| Tahini halva                               | Тахан халва (Tachàn halvà)                                                          |          | Il nome 'halva' viene usato per diverse varietà correlate al dessert mediorientale. La Tahini halva (in bg: тахан халва) è la versione più popolare; è disponibile in due diverse tipologie, con semi di girasole e con semi di sesamo. Tradizionalmente, le regioni di Yablanitsa e Haskovo sono famose produttrici di halva. |
| Tatlii                                     | Татлии                                                                              |          | Biscotti di burro di Haskovo e Pestera |
| Banitsa con zucca (Tikvenik)               | Тиквеник (Tìkvenik)                                                                 |          | Tipo dI banitsa dolce il cui ripieno è costituito da zucca grattugiata e zucchero |
| Torta di biscotti                          | Бисквитена торта (Biskvìtena torta)                                                 |          | Biscotti, latte, uova, zucchero, vaniglia, limone, panna acida, cannella, noci e cacao. |
| Torta Garash                               | Торта „Гараш" (Torta Gàraŝ)                                                         |          | Torta di cioccolato originaria di Rousse, versione bulgara della torta Sacher |
| Tulumbi                                    | Тулумби (Tulùmbi)                                                                   |          | Dessert sciroppato di origine turca |
| Yogurt colato con miele, noci e frutta     | Цедено кисело мляко с мед, орехи и плодове (Tsedèno mliako s med, orèchi i plodovè) |          | Yogurt acido colato, latte fresco o panna, zucchero, frutta e noci |
| Zucca al forno                             | Печена тиква (Pècena tikva)                                                         |          | Pezzi di zucca al forno con miele e noci |

## Zakuski: prodotti per la colazione, merende e spuntini
Al giorno d'oggi i bulgari usano più spesso le tipiche forme europee di panini per fare colazione, che sono fatti con fette di pane, pagnotte o piccoli panini con qualche tipo di ripieno. 
I zakuski, seppur, formalmente parlando, siano una tipologia di allaminuti (cioè pasti veloci), sono raramente chiamati così. Nel linguaggio colloquiale bulgaro la zakuska è considerata uno spuntino più veloce e più limitato rispetto agli alaminuti, che sono essenzialmente pasti veloci consumati a pranzo e a cena. 
Nelle abitudini alimentari bulgari è accettato che gli zakuski siano indicati dall'ora in cui vengono consumati: zakuska mattutina, di metà pomeriggio, pomeridiana, notturna e/o di mezzanotte, di metà notte.

### Zakuski tradizionali
Nella tradizione bulgara gli zakuski più comuni sono le paste alimentari: mekitsi, kiflichki (tipo cornetti) fritti o al forno, ponichki (ciambelle), banitsi. Insieme a loro sono diffusi i prodotti preparati soprattutto come spuntini o dessert, come tutmanitsi, katmi, palacinki, kurabii, biscotti fatti in casa e altri.

### Zakuski liquidi
Si tratta di zakuski associati a pasta bollita preparata rapidamente, o immersi in brodo. 
La colazione liquida bulgara più diffusa in passato era la popara, una zuppa fatta con pangrattato o pane secco, tagliato a pezzettini conditi con tè, latte fresco o acqua calda zuccherata o brodo. Viene consumata anche oggigiorno e offerta ai bambini piccoli.
Un'altra forma comune di colazione liquida è la colazione con la pasta, che si consuma insieme al brodo (solitamente preparato a parte, ma per alcuni tipi di pasta come la yufka o il cuscus europeo si può utilizzare anche il brodo della cottura stessa).

### Zakuski fritti
Si tratta di un grande gruppo di prodotti a base di pasta, i più popolari dei quali sono le mekitsi, i ponichki (le ciambelle) e i pirožki.
C'è un'ampia varietà di opzioni e metodi di preparazione. Si dividono generalmente in salati e dolci, con e senza ripieno, con grasso vegetale o animale.
Il french toast è un tipo di zakuska molto comune in Bulgaria, preparato principalmente in casa e a colazione.

### Zakuski di pasta al forno, paste alimentari e tipi di pane
La zakuska di sfoglia al forno più diffusa è la banitsa, e quando viene preparata come colazione, viene spesso tagliata a pezzetti, chiamati con il diminutivo "banichki".
La pita condita bulgara, che assomiglia alla pizza italiana, è sempre meno preparata come zakuska. Alcuni giovani bulgari mettono un segno di uguaglianza tra la pita condita e la pizza a causa dell'introduzione di tale uso alla fine degli anni 1970 e all'inizio degli anni 1980. I locali in cui venivano preparate le varianti bulgare della pizza italiana venivano chiamati "ristoranti per pite condite", ma non servivano le pite condite bulgare, popolari dai decenni precedenti, ma una versione bulgarizzata della pizza italiana.
| Nome                                                    | Nome in bulgaro                     | Immagine | Descrizione |
| ------------------------------------------------------- | ----------------------------------- | -------- | --- |
| Banitsa                                                 | Баница (Bànitsa)                    |          | Piatto di pasta tradizionale bulgaro. Consiste in sfoglia arrotolata o stratificata di pasta o sfoglie per banitsa già pronte, con ripieno. Di solito viene cotta in forno. Vengono utilizzati vari ripieni, il più delle volte formaggio o ricotta con o senza l'aggiunta di uova. Le banitsi sono fatte anche con verdure, carne, frutta.       |
| Principessa                                             | Принцеса (Prinzèssa)                |          | Una zakuska famosa della cucina nazionale bulgara: una fetta di pane spalmata con carne macinata e uova, o una miscela di carne macinata, uova e kashkaval, kashkaval grattugiato o sirene e uova con spezie (peperoncino macinato, pepe nero, sale marino, sale) che viene cotta in forno fino a doratura, di solito solo sulla parte superiore. |
| Bjurek                                                  | Бюрек (Biurèk)                      |          | Banitsa turca, molto vicina a quella bulgara nelle sue varie varietà; detta anche "banitsa triangolare". A differenza della banitsa però, è ripiena di burro e ricoperta di più uova. |
| Pogača (Pita)                                           | Погача (Пита) (Pogàccia)            |          | Un prodotto di pasta rituale simile al pane, chiamato anche pita (in greco - πίτα), ma spalmato con sopra l'uovo sbattuto. |
| Pita dolce                                              | Сладка питка (sladka pitka)         |          | Una versione dolce di pita |
| Pita con carne , o con funghi, o con pomodori e cipolla | Пита с месо/ с гъби/ с домати и лук |          | Pita salata |
| Clin                                                    | Клин (Klin)                         |          | Banitsa con due sfoglie e un ripieno al centro, che viene cotta su un piatto, spalmata di burro (per il ripieno si possono aggiungere patate e vermicelli). |
| Ciambella o Simit                                       | Геврек (Ghevrèk)                    |          | Una pasta lievitata a forma di ciambella con semi di sesamo sulla crosta; esiste anche senza sesamo |
| Kravai                                                  | Кравай (Kravài)                     |          | Pane rotondo cerimoniale (servito spesso a matrimoni durante l'accoglienza rituale con pane e sale) |
| Mekitsa                                                 | Мекица (Mekìtsa)                    |          | Un piatto tradizionale bulgaro a base di un impasto pre-impastato che viene fritto nel grasso bollente (di solito i mekitsi vengono serviti a colazione, cosparsi di zucchero a velo o conditi con la marmellata o il sirene). Come agenti lievitanti possono essere usati il lievito, il bicarbonato di sodio o il lievito chimico.              |
| Milinka                                                 | Милинка (Mìlinka)                   |          | Uno spuntino salato, fatto di singoli pezzi, comune nella Bulgaria occidentale. È fatto di pasta sfoglia con un ripieno, solitamente di sirene. |
| Tutmanik                                                | Тутманик (Tùtmanik)                 |          | Un tipo di banitsa, le cui sfoglie non sono avvolte, ma disposte l'una sull'altra, e tra di loro viene posto un ripieno di sirene e carne. |
| French toast                                            | Пържени филийки (Pârgeni filìiki)   |          | Una tradizionale colazione diffusa, composta da pane intinto nelle uova sbattute e fritto fino a doratura. |

### Formaggi e altri prodotti caseari
- Sirene

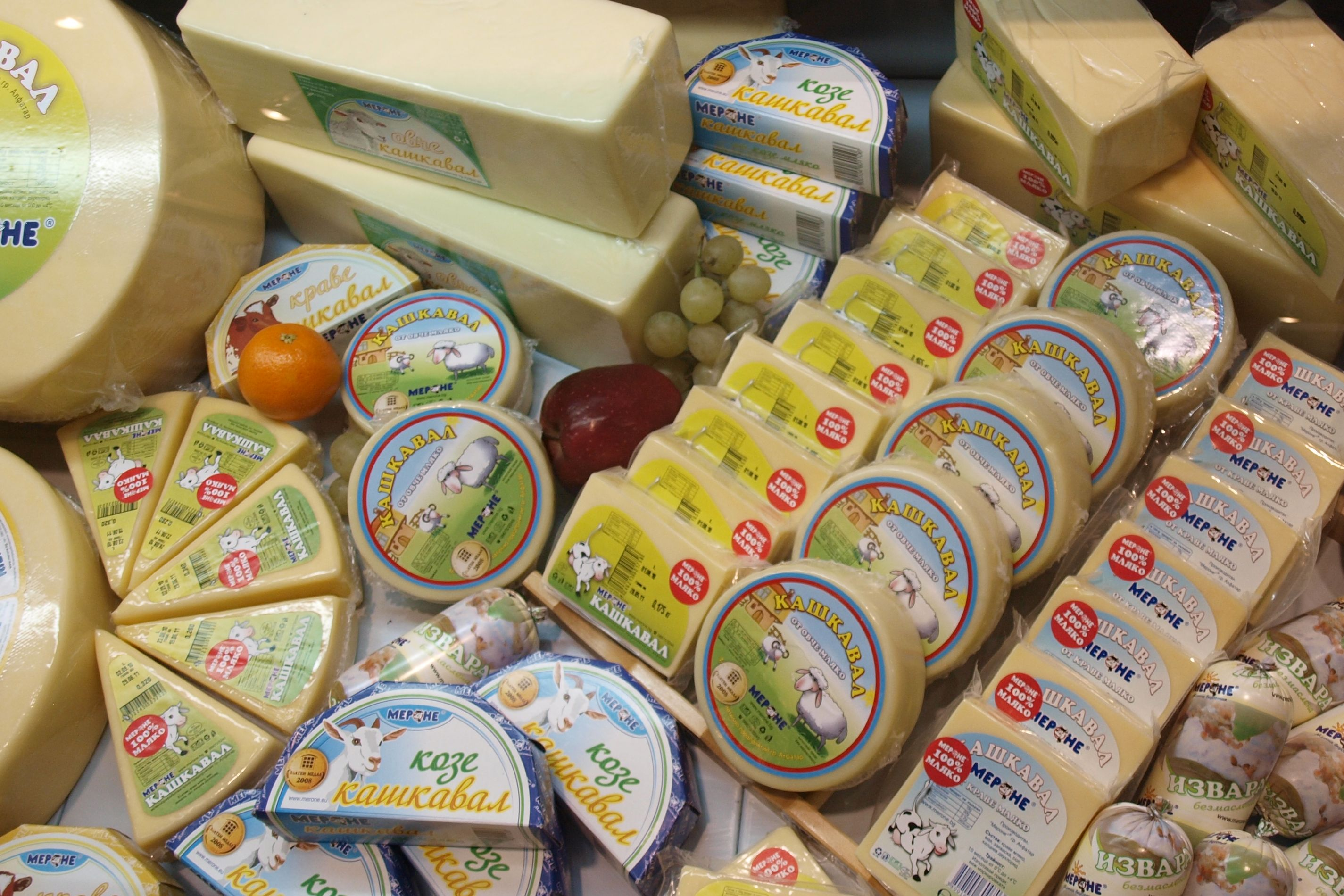
Pacchetto di Kashkaval

- Kashkaval (formaggio tipo caciocavallo)
- Kiselo mlyako (yogurt acido)
- Pryasno sirene (formaggio fresco)
- Sirene "Dunavia"
- Tsedeno mlyako (yogurt colato)
- Izvara (ricotta)
- Catâk – a base di latte acido
- Zira
- Yogurt ("Kiselo Mlyako", letteralmente 'latte acido')

### Spezie ed erbe
- Santoreggia (Chubritsa)
- Mentastro verde (Djodjen)
- Aneto (Kopâr)
- Sharena sol (dal bg: sale variopinto); i suoi ingredienti principali sono la santoreggia ben essiccata, il fieno greco, i peperoncini dolci e/o piccanti ben essiccati, il mais tostato, i semi di zucca tostati, il sale da cucina e talvolta il serpillo. Può essere anche piccante.

### Altri prodotti
- Miele ("Med")

## Bevande
Le tradizioni bulgare nel consumo di bevande sono simili a quelle delle quelle di bibite alcoliche e analcoliche di base più diffuse nel mondo.

### Bibite analcoliche
Tradizionalmente la cucina bulgara in passato utilizzava principalmente bevande addolcite con miele (come l'oshav). Più tardi, quando lo zucchero divenne più disponibile e non era più un lusso, le bevande a base di frutta (fresca o secca) e sciroppo di zucchero, che portavano il nome generico "kompot", divennero particolarmente popolari in Bulgaria e nell'Europa orientale, in barattolo, preparati per lo più in casa.
Le bevande calde (dette anche "tonificanti") più utilizzate sono il caffè, il tè, il latte, il latte al cacao (o al cioccolato liquido). È diffuso l'uso di bevande calde con alcool, nonché di bevande alcoliche calde come la rakija brulé e il vin brulé.
In gergo i bulgari chiamano le bevande analcoliche calde e fredde "da dessert" o "da pasticceria". Fino agli anni 1990 le bevande preorientali come la boza e l'ayran, che sono tradizionali per le pasticcerie e le caffetterie bulgare, erano molto popolari, esistono tuttora e vengono spesso consumate con la banitsa.
C'è un'ampia quota di consumo di acqua naturale (e/o da tavola) e minerale, principalmente a causa del fatto che la Bulgaria è ricca di molte sorgenti minerali. 
Bevande fermentate
- Bosà (боза), bevanda di malto, originariamente a base di miglio, ingrediente base ancora usato (insieme al grano) in Bulgaria e Romania; le ricette più famose sono di Radomir e Lyubimets
- Ayran (айран), bevanda fredda a base di yogurt, acqua e sale, originaria delle genti turco-altaiche
- Mâtenista (мътеница), latticello bulgaro

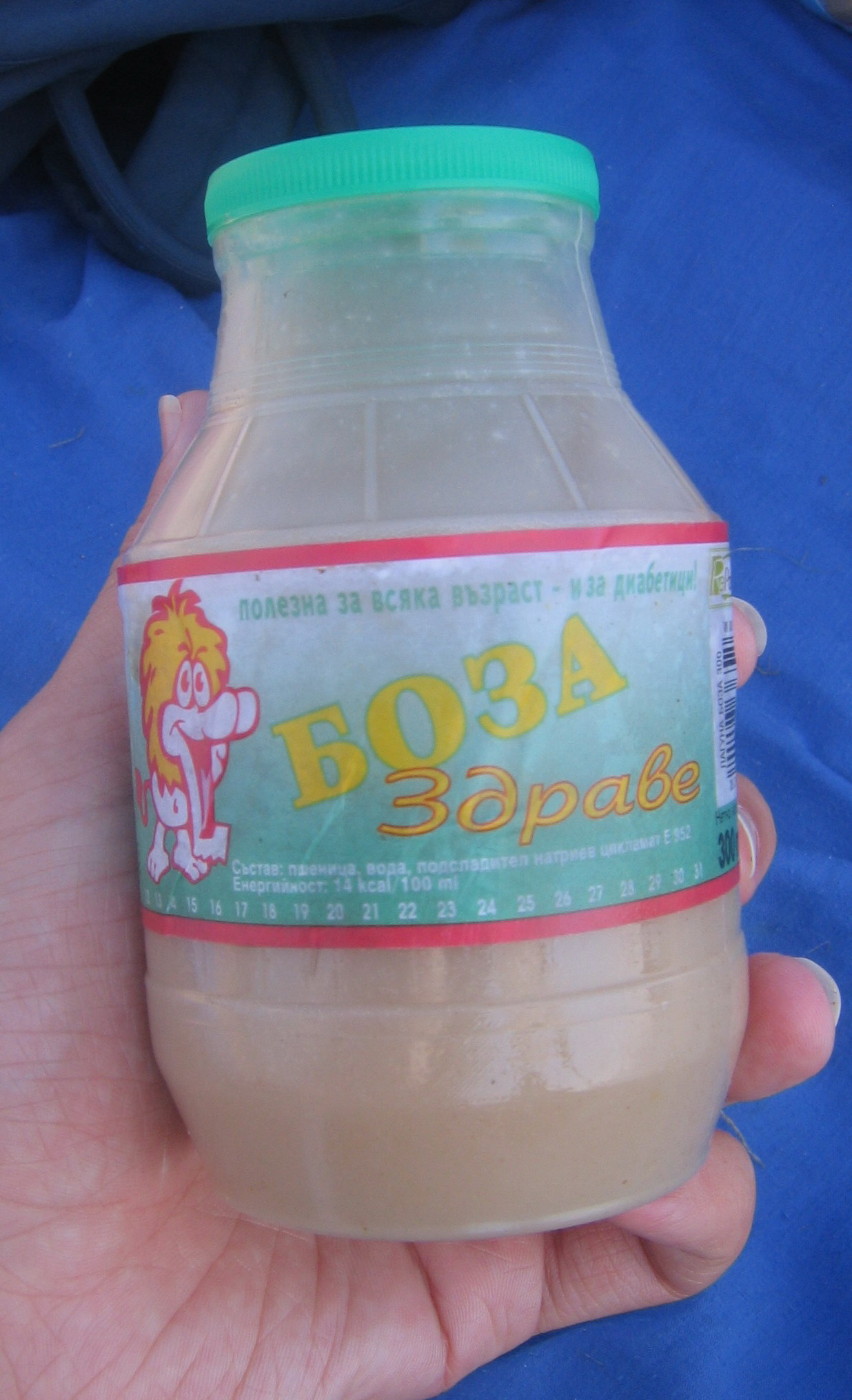
Bozà
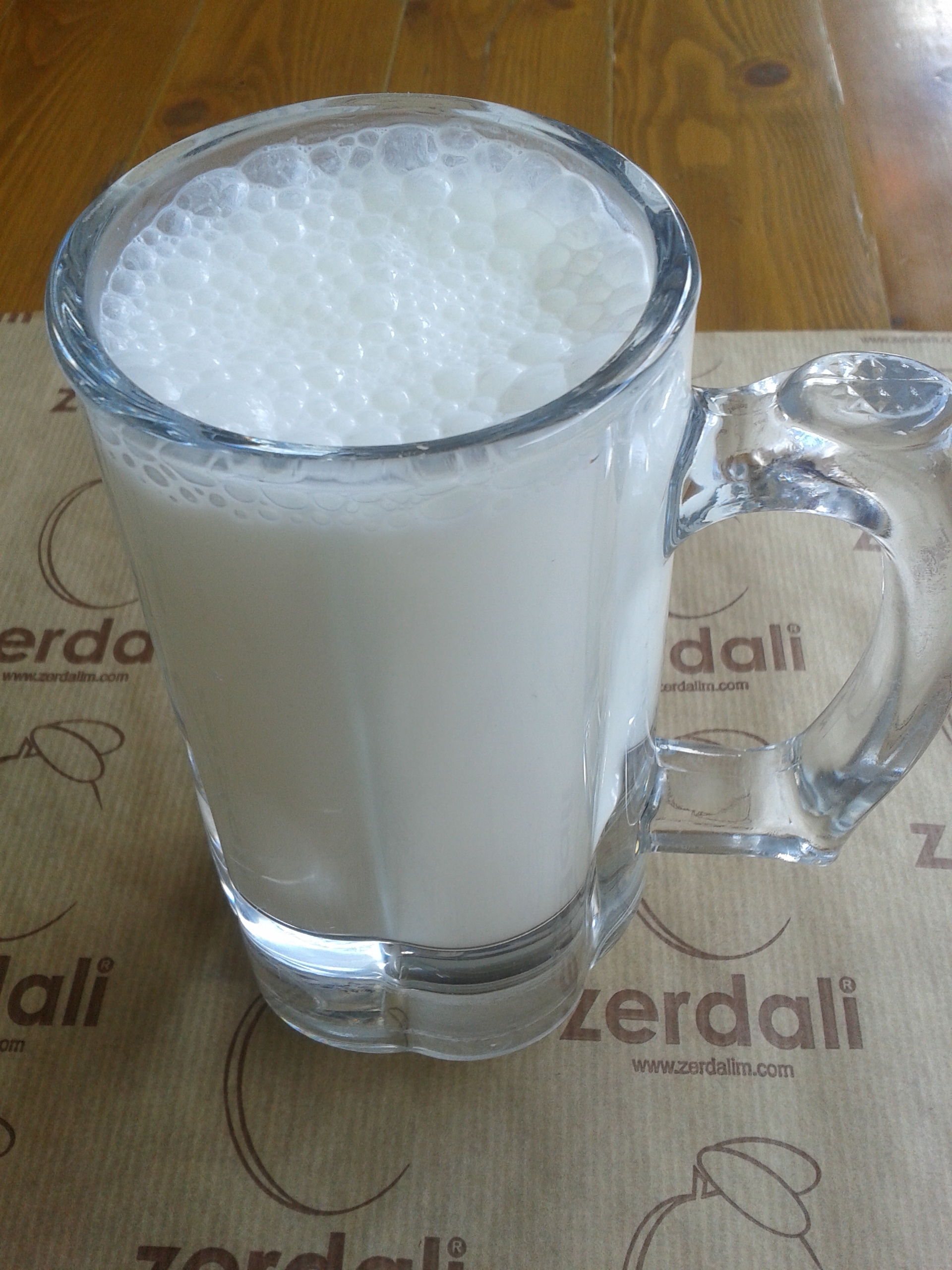
Ayran
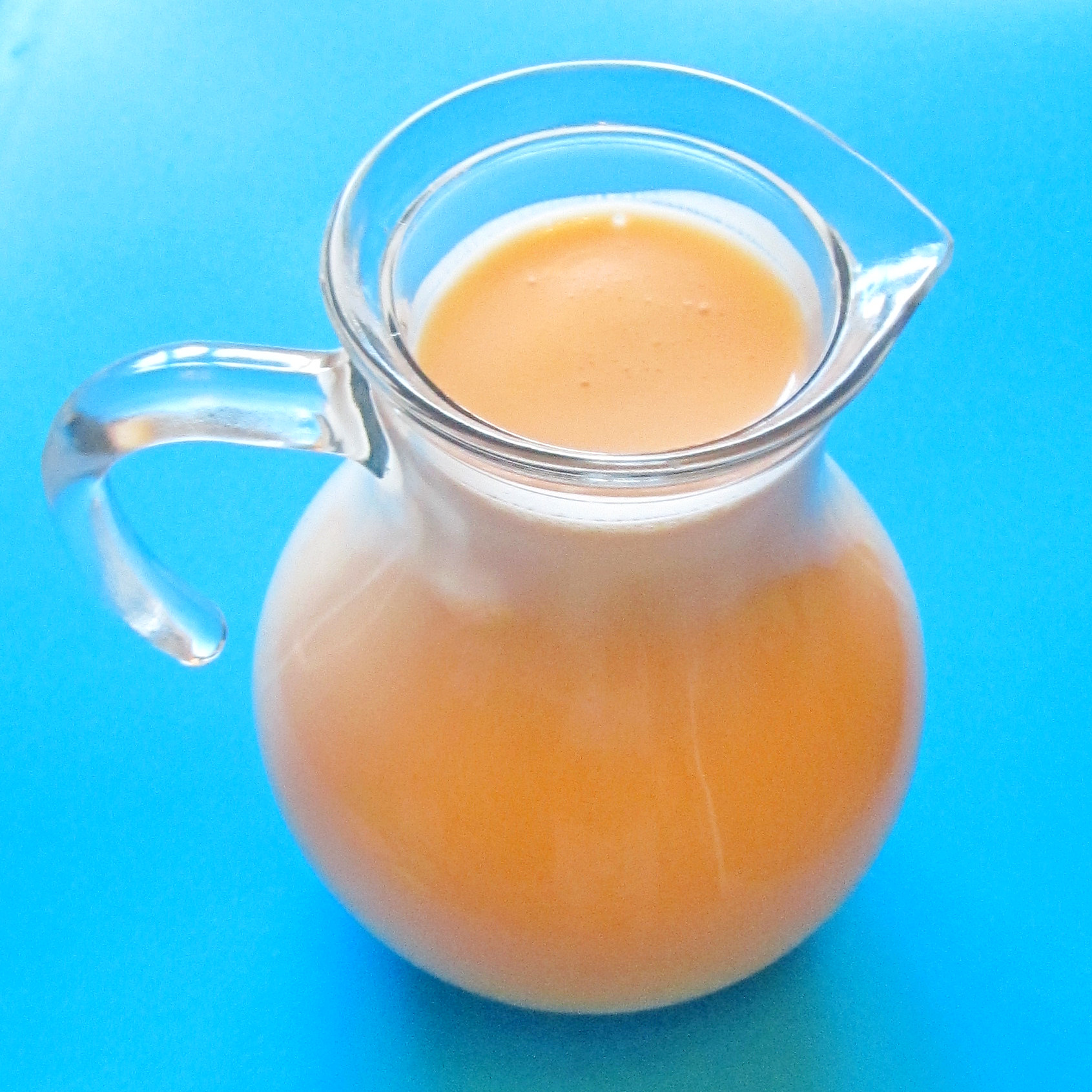
Mâtenitsa

### Bevande alcoliche
La popolarità e l'uso di bevande a basso contenuto alcolico, tra cui la birra, i vini da dessert e gli spumanti, sono in crescita.
L'uso del vino è tradizionalmente elevato, con i vini bulgari che vengono bevuti più spesso. La vinificazione in Bulgaria ha radici profonde e risale ai tempi dei Traci.
Oltre ai vini bianchi e rossi ci sono le tradizionali rakija e mastika ad alto contenuto alcolico, così come la mentovka (rakija alla menta, chiamata in breve menta).
Nella loro vita quotidiana i bulgari usano anche molti altri liquori: vodka, whisky, cognac, gin, e vari tipi di cocktail.
Vini bulgari
- Mavrud (Мавруд), vino rosso secco
- Pamid (Памид), vino rosso da tavola
- Gâmza (Гъмза), vino rosso scuro
- Vino di Melnik (Мелнишко вино)
- Dimyat (Димят), vino bianco da dessert
- Moscato rosso (Misket cerven, Мискет червен), vin rosé
- Moscato (Мускат)
- Rubin (Рубин)
- Tâmyanka (Тъмянка), un tipo di moscato
- Greyano Vino (Vin brulé, Греяно вино), si beve d'inverno
- Mavrud (Мавруд), vino rosso

Liquori distillati
- Rakija (Ракия) - un superalcolico simile al brandy e alla vodka, creato per fermentazione e successiva distillazione di frutta, popolare nei Balcani. 
  - Slivovitsa (Сливовица), un'acquavite priva di colore, ricavata dalla distillazione di un liquido formato principalmente dalla fermentazione di prugne
  - Gyulova Rakia (Гюлова ракия), rakija di rose
  - Muskat Rakia (Мускат ракия), dal profumo molto delicato di fiori ed erbe aromatiche dal sapore denso e dolce
- Greyana Rakiya (Греяна ракия), rakija bollita che si beve d'inverno
- Mastika (Мастика), un liquore aromatizzato al lentisco
- Mentovka o menta (Мента), un liquore dolce alla menta preparato con ingredienti naturali come l'olio di menta verde; è una bevanda rinfrescante popolare in Bulgaria in estate. È un componente di alcuni cocktail come il tradizionale "Oblak" (cioè "nuvola") che viene abbinato alla Mastika.
- Pelin (Пелин), un liquore amaro a base di assenzio

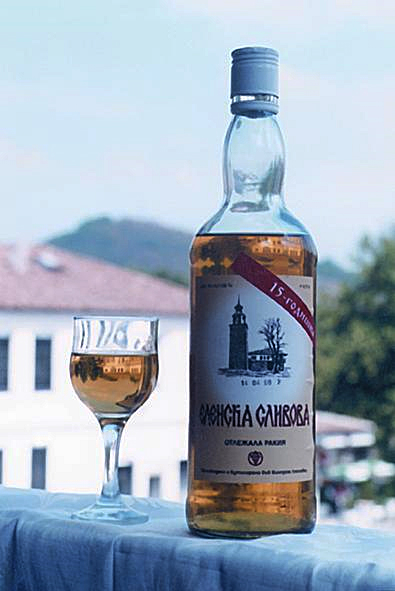
Rakija
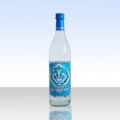
Mastika di Peštera

Birra
- Ariana (Ариана)
- Astika (Астика)
- Boliarka (Болярка)
- Burgasko (Бургаско)
- Britos (Бритос)
- Kamenitza (Каменица)
- Ledenika (Леденика)
- Lomsko (Ломско)
- Pirinsko (Пиринско)
- Plevensko (Плевенско)
- Shumensko (Шуменско)
- Stolichno (Столично)
- Zagorka (Загорка)

## Influenze contemporanee
Al giorno d'oggi si sentono fortemente le influenze delle varie tradizioni culinarie. Da un lato, i piatti stranieri stanno entrando nella vita dei bulgari: la pizza, gli spaghetti, il gulasch, la paella, i piatti di carne della cucina dell'Europa occidentale, oltre ai moderni "fast food". D'altra parte, iniziano a essere utilizzate spezie e prodotti atipici, che sono gradualmente integrati nella cucina bulgara.

## Cucina e tradizioni

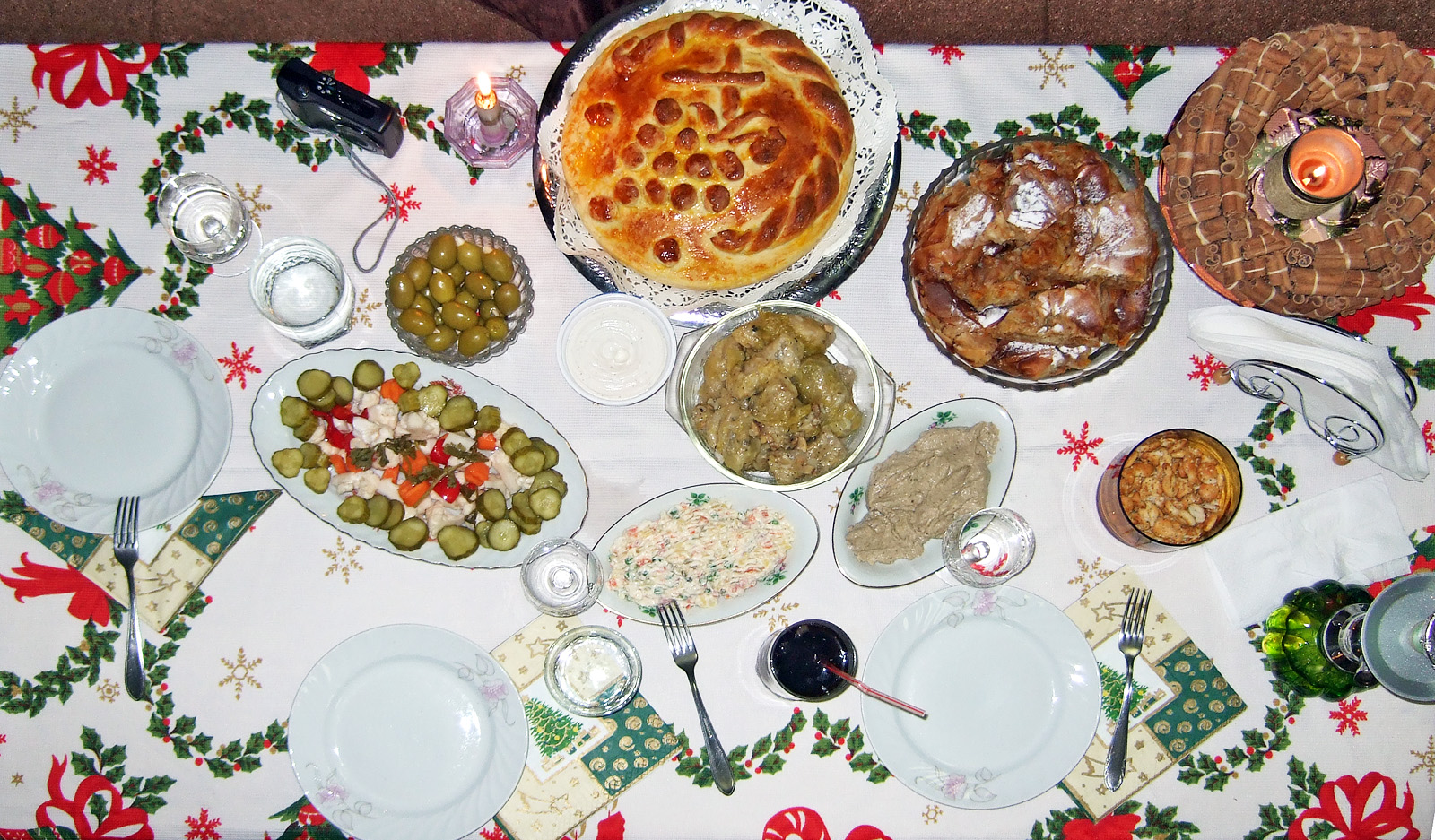
Tavola bulgara imbandita per la vigilia di Natale

Come tutte le nazioni, anche i bulgari hanno piatti caratteristici associati ad alcune festività nel calendario nazionale, ecclesiastico e civile. Tali sono i sarmi vegetariani e i peperoni ripieni vegetariani alla vigilia di Natale, il kapamà e in generale i crauti a Capodanno, il pesce al giorno di San Nicola (6 dicembre), la banitsa e la halva di Sirni zagovezni (7 settimane prima di Pasqua), il kozunak a Pasqua, l'agnello al giorno di San Giorgio (6 maggio), ecc.